# 포르투갈
포르투갈 공화국(포르투갈어: República Portuguesa 헤푸블리카 포르투게자[*], 영어: Portuguese Republic) 또는 포르투갈(포르투갈어: Portugal, IPA: [puɾtuˈɣaɫ], 문화어: 뽀르뚜갈)은 남유럽에 위치한 나라로, 이베리아반도의 서부와 북대서양 상의 군도들을 그 영토로 한다. 국토의 총 면적은 92,090 km2 로, 동쪽과 북쪽은 스페인, 서쪽과 남쪽은 대서양을 맞댄 대륙부와 대서양 상의 두 자치지역인 아소르스 제도와 마데이라 제도로 구성되어 있다. 포르투갈은 유럽 대륙에서 가장 서쪽에 위치한 나라이다. 이름은 제2의 도시 포르투의 라틴어 이름 "포르투스 칼레"(라틴어: Portus Cale)에서 유래하였다.
오늘날 포르투갈의 국경 안에 포함된 지역은 선사 시대부터 계속 사람이 거주해 왔다. 갈라이키족과 루시타니족 같은 켈트인들은 후에 로마 공화정에 통합되었고, 이후 수에비족과 서고트족 같은 게르만족이 정착하였다. 8세기부터는 무어인이 이베리아반도를 정복하기 시작한다. 기독교도의 헤콩키스타 도중에 초기엔 갈리시아 왕국, 후엔 레온 왕국의 일부로 포르투칼레 백국(포르투갈어: Condado de Portucale 혹은 Condado Portucalense)이 성립된다. 1139년 포르투갈 왕국의 성립과 1143년 독립 승인, 1249년 국경의 확립을 통해 포르투갈은 유럽에서 가장 오래된 민족 국가로 거듭난다.
15세기와 17세기 사이에 대항해 시대 탐험의 결과로, 포르투갈은 서양의 영향력을 확대하고 남아메리카, 아시아, 아프리카, 오세아니아를 아우르는 제국을 건설하였고, 이를 통해 전 세계에서 경제, 정치, 군사적으로 가장 중요한 강대국으로 거듭났다. 포르투갈 제국은 사상 첫 세계 제국이었고, 1415년 세우타 정복부터 1999년 마카오의 중국 반환까지 거의 600년 동안 이어진, 가장 오래 지속된 식민지 제국이었다. 하지만 포르투갈의 국제적 중요성은 19세기, 특히 식민지였던 브라질의 독립 이후 크게 줄어들었다. 1910년 10월 5일 혁명으로 공화국이 성립되었고, 포르투갈 왕가는 추방되어 제1공화국이 성립되었지만, 권위주의 정권인 이스타두 노부가 형성되었다. 1974년 카네이션 혁명 이후 대의 민주주의가 성립되었고, 포르투갈 식민지 전쟁이 종식되어 마지막 해외 주였던 모잠비크, 앙골라 등이 독립하게 된다.
오늘날 포르투갈은 비교적 HDI와 1인당 GDP가 낮지만 선진국 중 하나로 여겨지며, 인간 개발 지수 역시 "매우 높음" 수준에 속한다. 삶의 질은 19위로, 세계적으로도 최상 수준의 의료시스템을 가지고 있고, 가장 세계화되고 평화로운 나라에 속한다. 포르투갈은 국제 연합 (UN), 유로존, 솅겐 조약을 포함한 유럽 연합 (EU), 북대서양 조약 기구 (NATO), 경제 협력 개발 기구 (OECD), 포르투갈어 사용국 공동체 (CPLP)의 창립 회원국이며, 유엔 평화유지군 활동에도 참여하고 있다.

## 국명
한국한자음으로는 포도아(葡萄牙)로도 불린다.

### 어원
"포르투갈"이라는 이름은 서기 930년과 950년 사이에 등장하였고, 10세기 후반에 들어서는 더 빈번하게 사용되기 시작하였다. 카스티야의 페르난도 1세가 1067년 아들 가르시아 2세에게 영토를 주면서 공식적으로 포르투갈이라고 명명하였다. 수에비족의 통치하에 있던 5세기에 이미 히다티우스(라틴어: Hydatius)는 수에비족의 왕 레키아르(라틴어: Rechiar)가 도피한 장소를 "포르투칼레"(라틴어: Portucale)라고 언급하기도 했다.
"Rechiarius ad locum qui Portucale appellatur, profugus regi Theudorico captivus adducitur: quo in custodiam redacto, caeteris qui de priore certamine superfuerant, tradentibus se Suevis, aliquantis nihilominus interfectis, regnum destructum et finitum est Suevorum"
("포르투칼레라고 불리는 곳으로 도망간 레키아르는 포로가 되어 테오도릭에게로 끌려갔다. 감시 속에 붙잡혀 있었고, 비록 몇몇은 죽었지만 이전 전투에서 살아남은 나머지 수에비족은 항복하였다. 이렇게 수에비 왕국은 파괴되어 종식되었다.")
오늘날 빌라노바드가이아인 "칼레"(라틴어: Cale)는 이미 고트족 시기에 "포르투칼레"(라틴어: Portucale)로 알려졌다. 841년 작성된 문서에서는 갑작스럽게 "포르투갈"(portugalense) 주에 관해 처음으로 언급되었다. 아스투리아스의 알폰소 2세는 루고의 주교의 통치권을 확대하며 다음과 같이 말하였다.
"Totius galleciae, seu Portugalensi Provintiae summun suscipiat Praesulatum." ("그가 갈리시아 주와 포르투갈 주의 모든 최고 행정부의 자리에 임할 것.")

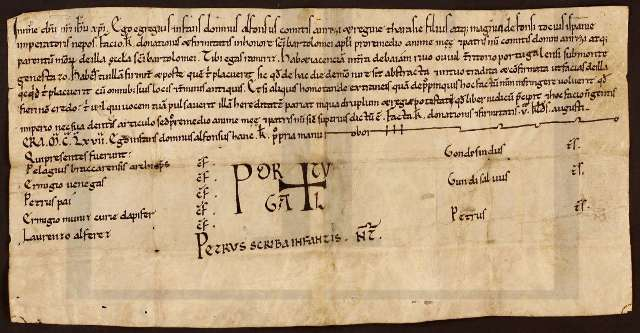
캄펠루 성 바르톨로메오 교회의 기증서

하지만 "포르투갈"이 오늘날의 포르투에 정박해서 정착한 그리스에서 온 우두머리 고이델 글라스(아일랜드어: Goídel Glas, 라틴어: Gathelus,
포르투갈어: Catelo 카텔루[*])가 지은 "포르토가텔루"(Portogatelo)란 이름에서 유래했다고 주장하는 사람들도 있다. 문장의 요소로써, 포르투갈의 이름은 초대왕인 아폰수 엔리케스가 1129년 캄펠루(포르투갈어: Campelo)에 위치한 성 바르톨로메오 교회(포르투갈어: Igreja de São Bartolomeu de Campelo)에 보낸 기증서에 처음으로 등장한다.

## 역사

### 초기 이주민족들

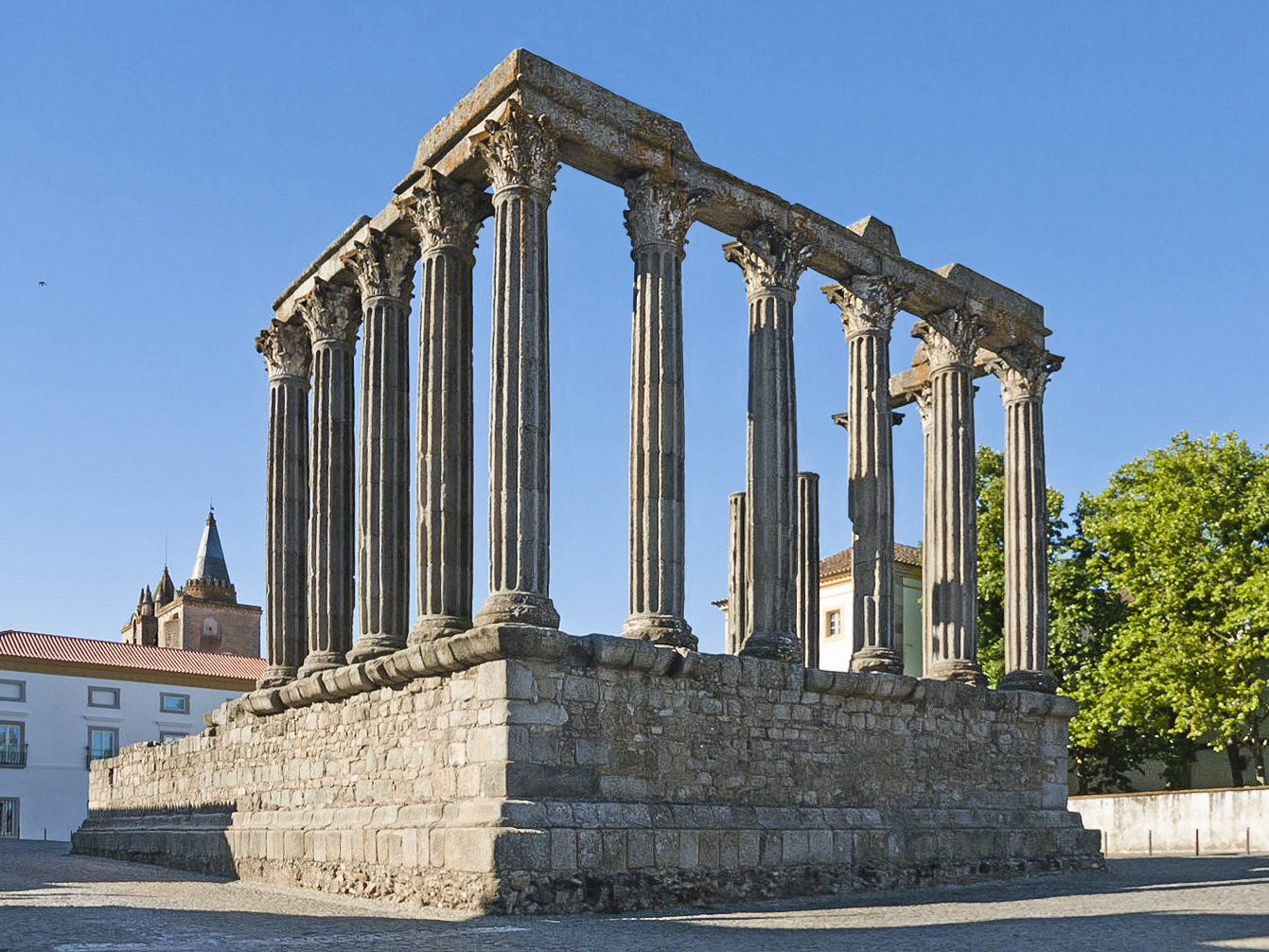
에보라의 로마 비너스 신전.

포르투갈의 선사시대는 이베리아반도의 역사와 함께한다. 지금까지 알려진 가장 오래된 현생 인류의 흔적은 약 2만 4,500년 전 네안데르탈인의 "자취"가 공존하는 크로마뇽인으로, 이는 두 종 사이의 혼혈이 광범위하게 퍼져있음을 보여주는 것으로 이해되고 있다. 이는 또한 네안데르탈인의 특징이 드러나는 가장 최근의 흔적으로 알려져 있으며, 아마도 해당 종의 마지막 개체일 것으로 추정된다. 약 서기 5500년 전에는 중석기 문화가 나타났다. 신석기 시대에는 갈라이키족, 루시타니족, 코니족과 같은 부족들의 기원인 선켈트족과 켈트족이 점령하였고, 페니키아인과 카르타고인이 체류하였다. 로마인들은 기원전 45년 이후 처음 이 지역을 루시타니아로써 제국의 일부로 편입시켰고, 비리아투를 우두머리로 한 저항을 진압한 뒤, 도루강 북쪽의 갈라이키아(라틴어: Gallaecia)를 세웠다. 로마는 포르투갈 문화에 큰 영향을 미쳤고, 특히 라틴어는 포르투갈어의 발전에 초석이 되었다. 제국의 몰락과 함께, 서기 406년부터 이베리아반도로 반달족, 부리족과 같은 게르만족이 침공하였다. 이 중 수에비족과 서고트족은 이 지역에 첫 기독교 왕국을 세운다. 711년 무어인인들은 이베리아반도를 점령해 알안달루스를 세웠다. 기독교도들은 이베리아반도 북쪽으로 모여 아스투리아스 왕국을 세운다. 레콩키스타 중인 868년 포르투갈 백국이 성립된다.

### 왕국의 성립 및 공고화

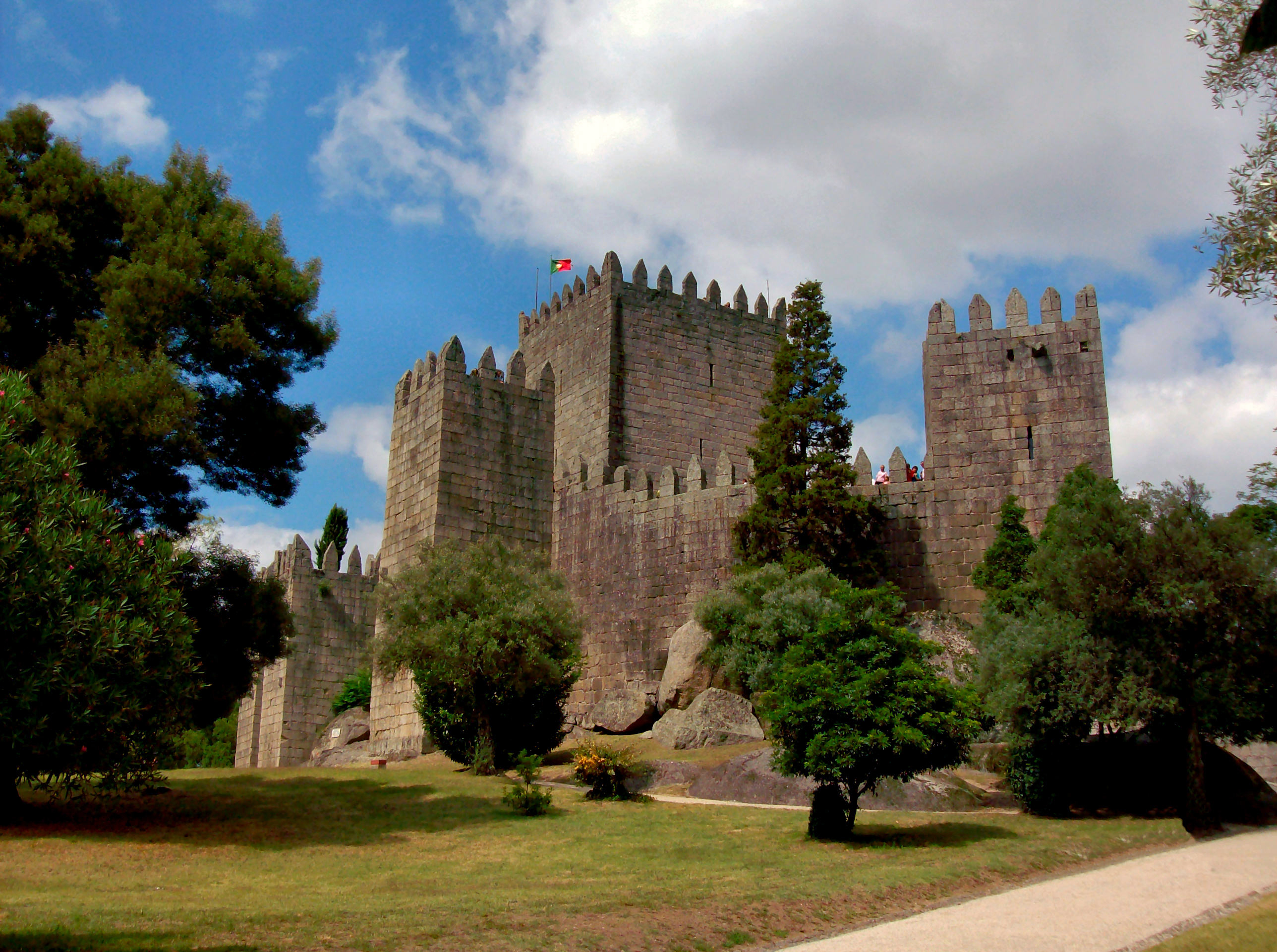
포르투갈의 요람으로 알려진 기마랑이스의 기마랑이스 성

포르투갈 독립 훨씬 이전부터, 갈리시아 왕국과 포르투칼레를 통치하던 귀족들에 의해, 독립에 준하는 자치권 확대를 꾀한 시도들이 여러 번 있어왔다. 레온 왕국의 지배에 대한 지방 귀족들의 독립 분위기를 일소하기 위해, 카스티야의 알폰소 6세는 당시 "포르투칼레 땅"을 포함하고 있던 갈리시아 백작령의 통치권을 부르고뉴의 하이문두(포르투갈어: Raimundo de Borgonha) 백작에게 양도하였다. 무어인에 대한 하이문두의 여러 차례의 군사적 실패 이후, 1096년 알폰소 6세는 하이문두의 사촌 동 엔히크 백작에게 갈리시아 백작령 남쪽 땅의 통치권을 양도하며, 포르투칼레 백작령이 세워졌다. 동 엔히크 백작의 통치 아래, 포르투칼레 백작령은 무어인들과의 전쟁에 있어서 가장 효과적인 군사 정책은 물론, 가장 활발한 독립정책을 펼쳤다. 동 엔히크 백작이 죽은 뒤, 아들 동 아폰수 엔히크스가 권좌에 올랐고, 포르투갈은 산타렝, 리스본, 팔멜라, 에보라 등 주요 거점을 무어인들로부터 정복하는 한편, 1143년 사모라 조약을 통해 독립에 서명하였다.
1249년 포르투갈의 헤콩키스타가 끝났지만, 신생 왕국의 독립은 이웃 카스티야로부터 여러 차례 위협받았다. 첫 위기는 페르난두 1세의 왕위계승 문제로, 당시엔 알주바호타 전투의 승리로 위기를 넘기며 아비스 왕가가 성립되었다.

### 지리적 발견과 필리피나 왕가

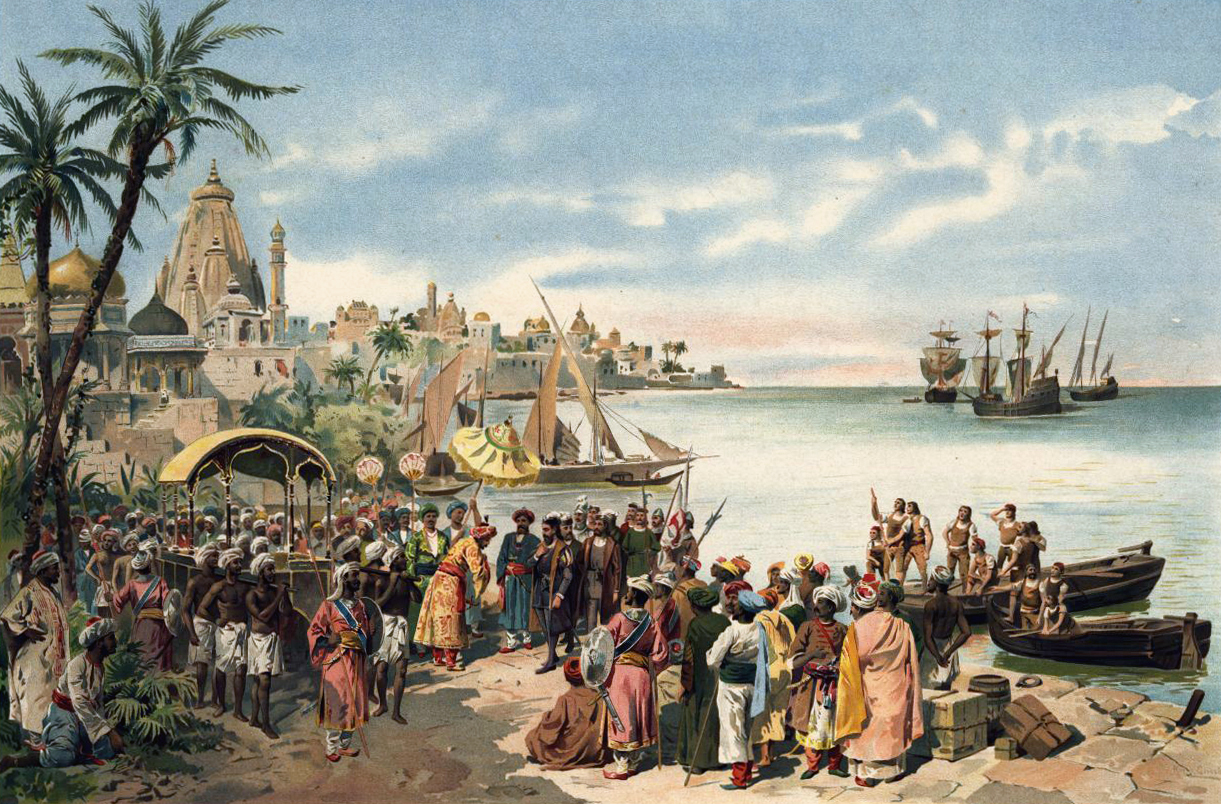
1498년 5월 20일 인도 캘리컷에 도착한 바스쿠 다 가마.

15세기 포르투갈은 대항해 시대로 알려진 해외 원정 및 확장을 시작하였고, 이 과정에서 '항해왕자' 엔히크와 동 주앙 2세가 지도자로써 가장 두드러진 활약을 하였다. 포르투갈은 1415년 아프리카의 세우타를 정복하였고, 1434년 질 이아네스가 바다의 끝으로 여겨지던 보자도르 곶을 넘어가 아프리카 해안을 탐사하였고, 1488년 바르톨로메우 디아스는 희망봉을 지나 대서양과 인도양이 이어져 있음을 증명하였다. 뒤이어 '행운왕' 마누엘 1세 통치기간에는 북아메리카, 남아메리카, 동양으로의 항로와 육지 등 대다수를 발견했다. 아폰수 드 알부케르크의 정복 덕분에 16세기 전반에 포르투갈은 아시아로 확장하는데 전력을 쏟는 한편, 1530년 동 주앙 3세가 브라질의 식민화를 시작하였다.
포르투갈은 1480년대부터 거의 100년 동안 '황금기'를 구가했다. 그러나, 1578년 모로코 정벌에 나선 젊은 왕 동 세바스티앙과 상당수 포르투갈 귀족이 알카세르키비르 전투에서 대패해 사망하면서 혼란에 빠졌고, 뒤를 이어 즉위한 추기경왕 엔히크도 2년 뒤 사망하였다. 이로 인해 포르투갈 왕위계승전쟁이 발발하였고, 1580년 스페인 국왕이 포르투갈의 왕을 겸하는 동군 연합(同君聯合)이 형성돼 스페인의 펠리페 2세가 포르투갈 "필리피나 왕가"의 첫 왕인 "필리프 1세"로 즉위하였다. 독립된 외교권을 상실하고 스페인과 묶인 포르투갈은 네덜란드와의 전쟁에 휘말리게 되었고, 인도양 독점무역이 깨지며 큰 퇴보를 겪게 된다.
이러한 스페인의 지배는 1640년 12월 1일 포르투갈 귀족들이 쿠데타를 일으켜 종식시켰고, 동 주앙 4세가 포르투갈의 왕으로 즉위하였다.

### 왕정복고와 절대주의, 그리고 자유주의

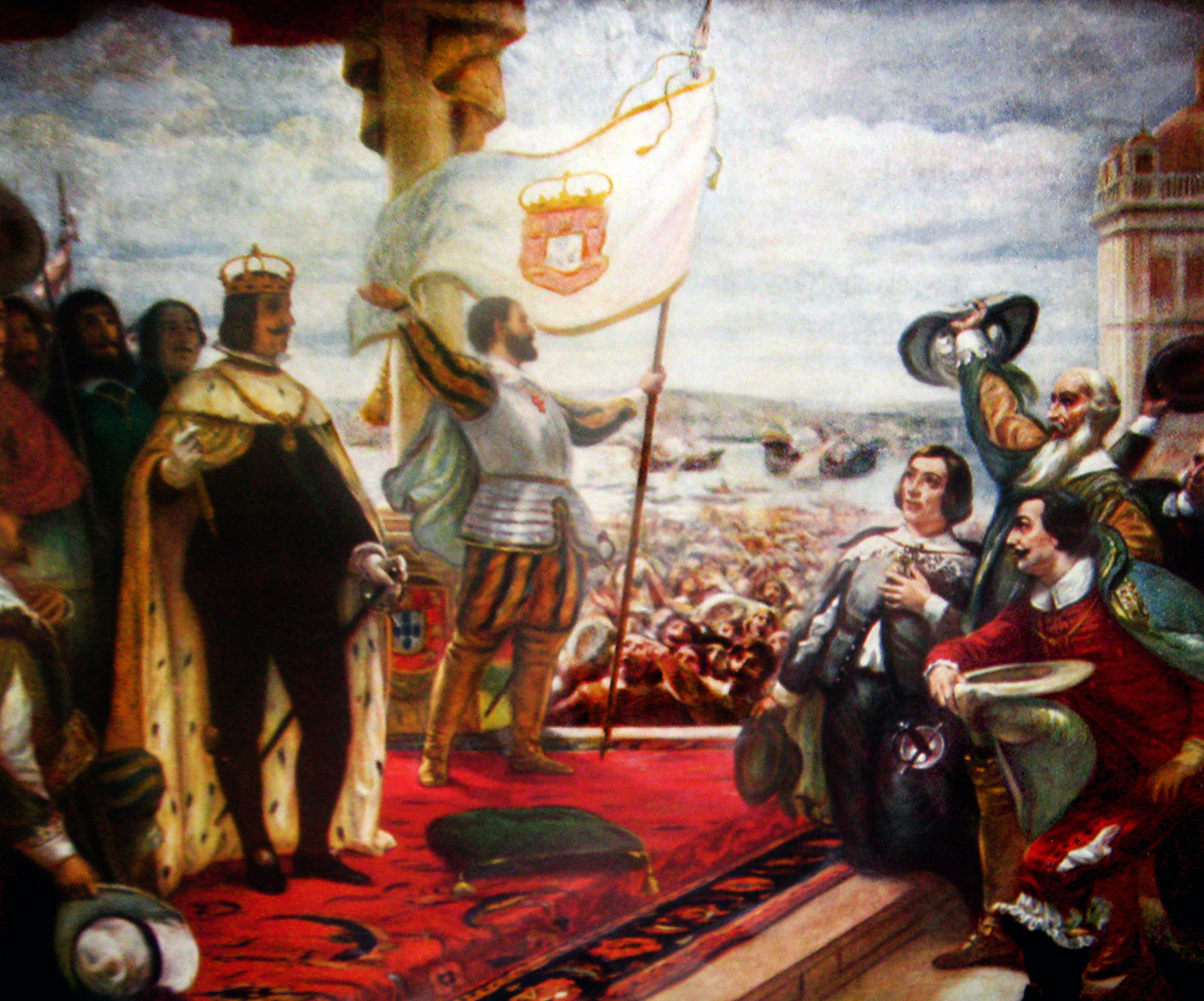
1640년 12월 1일 이후 "복고왕" 동 주앙 4세의 왕정복고 선언.

1640년 12월 1일 포르투갈 독립운동 쿠데타 이후, 곧 스페인과 전쟁이 벌어지게 된다. 이 전쟁은 1668년까지 가서야 리스본 조약을 통해 스페인이 포르투갈의 왕정 복고와 독립을 인정하며 끝나게 된다.
16세기 말부터 18세기 전반기까지 브라질에서 금과 귀금속 등 광물이 발견되며 광산개발은 호황을 맞이했고, 이를 통해 동 주앙 5세 시기 포르투갈의 궁정은 유럽에서도 가장 부유하고 호화로운 궁정 중 하나가 되었다. 이렇게 축적된 부는 주로 수입품을 지불하는데 사용되었는데, 특히 포르투갈 왕국 내에 직물 산업이 거의 발달하지 않은 상황에서 모든 직물을 잉글랜드로부터 수입을 하였다. 이로 인해 대부분이 잉글랜드로 빠져나가게 된다. 포르투갈의 대외 무역은 와인 산업에 기반하였고, 동 주제 통치기인 1750년에서 1777년 사이 재상을 지낸 폼발 후작은 이러한 상황을 전환하기 위해 중상주의적 개혁 등의 노력을 통해 왕국의 경제발전을 주도하였다. 또한 이 시기에 리스본과 알가르브를 폐허로 만든 1755년 11월 1일의 대지진이 발생하였다.
- 포르투갈 제국에 속한 지역
- 탐사 지역
- 교역과 영향력이 있던 지역
- 통치권이 주장된 지역
- 무역 거점
- 중요 탐사, 무역 및 영향력을 끼쳤던 해역.

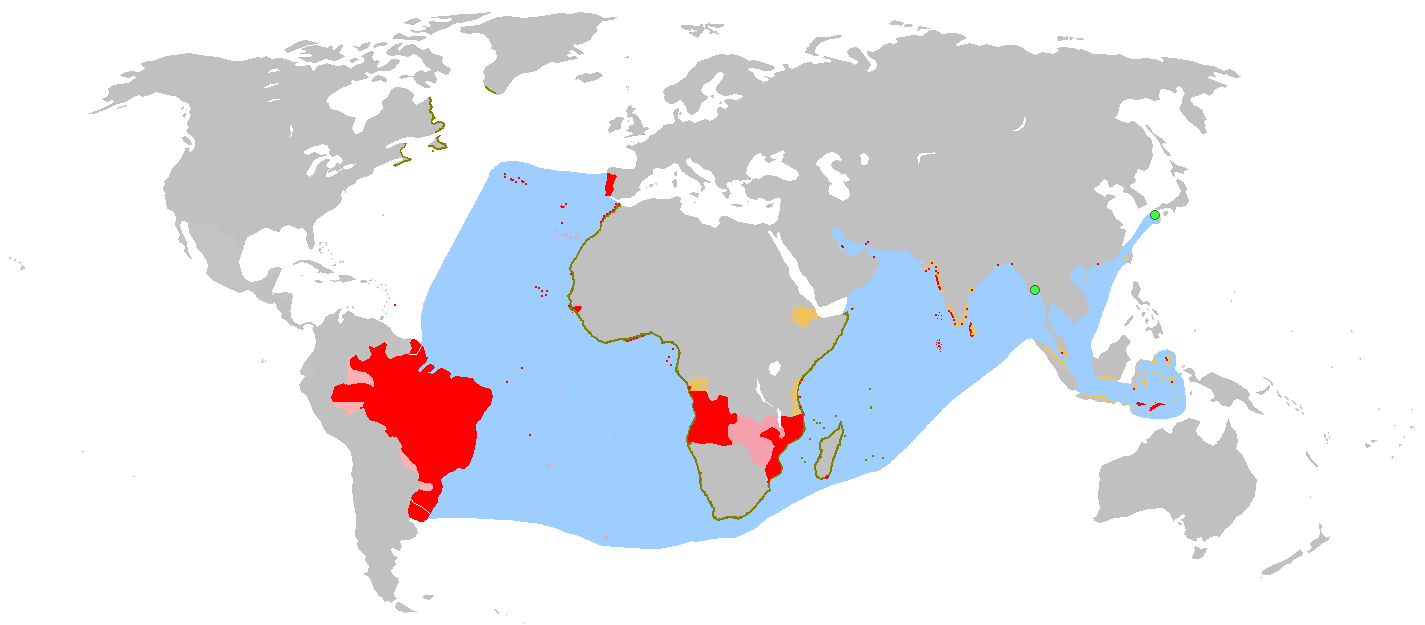
연대를 무시한 포르투갈 제국(1415~1999)의 지도.

포르투갈은 잉글랜드와 동맹을 유지하고 대륙봉쇄령에 참여하길 거절한 이유로, 1807년 나폴레옹 군대의 침략을 받는다. 이로 인해 포르투갈 왕실은 1808년 브라질로 도피해 리우데자네이루로 수도를 옮긴다. 이러한 상황은 1816년부터 포르투갈-브라질-알가르브 연합 왕국의 왕이 된 동 주앙 6세가 1821년 첫 헌법을 공포하기 위해 리스본으로 돌아갈 때까지 지속되었다. 이듬해, 그의 아들인 동 페드루 4세는 브라질의 독립을 선언하며 브라질 황제 동 페드루 1세로 즉위한다.
19세기의 남은 기간 동안 포르투갈은 내전과 9월 혁명, 마리아다폰트 혁명, 파툴레이아 전쟁 등 반복되는 반란과 무력 봉기와 같은 거대한 사회정치적 혼란기를 겪었으며, 1852년 헌장에 추가 법령이 더해지면서 겨우 정치적 안정과 재생 기간 중 주를 이룬 폰트스 페레이라 드 멜루를 앞세운 진흥 정책의 시작이 가능해졌다. 19세기 말엽, 포르투갈의 식민지 야욕은 영국과 충돌했고, 이는 1890년 영국의 최후통첩의 원인이 되었다. 영국의 요구에 대한 굴복과 점점 더 흔해져가는 경제 문제와 논란으로 인해 왕실에 대한 불신은 점점 더 커져갔고, 이러한 상황 속에서 1908년 2월 1일 국왕 동 카를루스와 왕세자 동 루이스 필리프가 암살된다. 마누엘 2세가 이끈 왕실은 2년을 더 유지하지만, 1910년 10월 5일에 일어난 1910년 10월 5일 혁명을 계기로 공화국이 수립되며 폐지된다.

### 공화국, 이스타두 노부와 민주주의

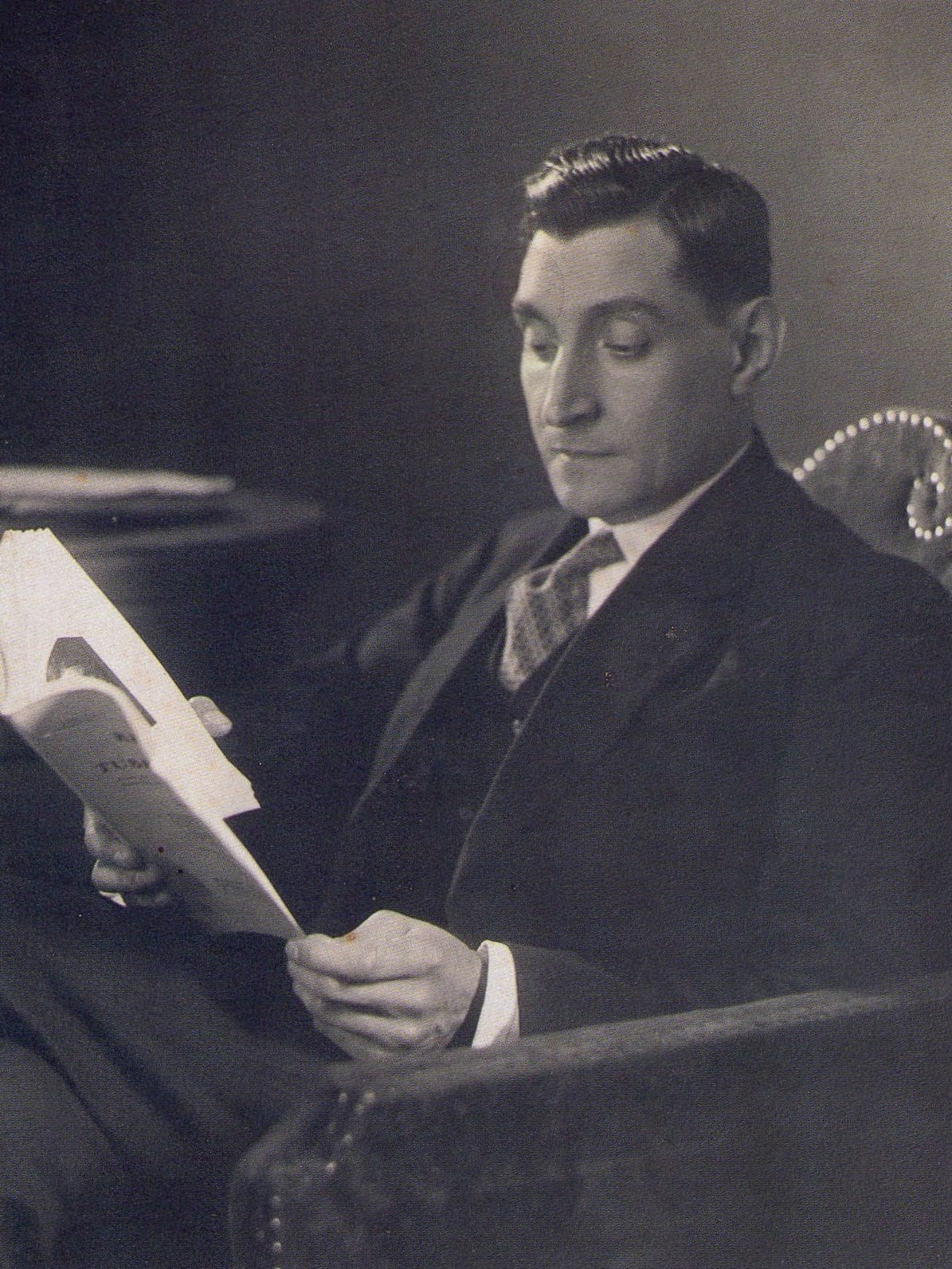
이스타두 노부 (1932~1968) 시기 포르투갈을 통치한 안토니우 살라자르.

1910년 10월 5일 공화국이 수립된 지 머지않아, 젊은 왕 마누엘 2세는 잉글랜드로 떠나게 된다. 이 후 수년간 노동자 투쟁, 소요사태 ,봉기, 정치인 암살, 재정위기 등 정치적 혼란을 겪었고, 이러한 문제들은 제1차 세계 대전에 참가하면서 더 깊어졌다. 이러한 상황에서 1926년 군대가 권력을 쥐게된다. 군사 정권은 1928년 재무부 장관으로 코임브라 대학교의 교수였던 안토니우 드 올리베이라 살라자르를 임명하였고, 얼마 지나지 않아 살라자르는 1932년 각료회의 의장으로 임명된다.
살라자르는 재정을 회복하는 동시에, 단일 정당과 국영 노조를 가진 국가조합주의적 권위주의 정권 이스타두 노부 (신국가체제)를 수립하였고, 최소 1945년까지 파시즘과 밀접한 관계를 가졌다. 이후 1968년 병으로 인해 권력에서 멀어지며, 마르셀루 카에타누가 살라자르의 뒤를 이었다.
살라자르 정권의 해외 주 탈식민지화에 대한 거부는 식민지 전쟁의 발발로 이어졌고, 1961년 포르투갈령 서아프리카를 시작으로 1963년 기니비사우, 1964년 포르투갈령 동아프리카로 퍼져나갔다. 안토니우 드 스피놀라 장군 등 몇몇 육군 원로 장교들의 비판에도 불구하고, 정부는 이 정책을 유지하는데 확고한 듯 하였다. 해외 전쟁에서 군사적 해결책이 유지불가능하다고 주장한 자신의 책 "포르투갈과 미래"(포르투갈어: Portugal e o Futuro)로 인해 스피놀라는 자리에서 물러나게 된다. 이는 육군 내 청년 장교들의 늘어나던 불만을 가중시켰고, 이들은 1974년 4월 25일 카네이션 혁명 쿠데타를 일으키게 된다.
이어 혁명 진행 과정(포르투갈어: Processo Revolucionário em Curso)이라 불리는 여러 사회정치적 세력간 매우 열띤 정치적 대립기가 나타났으며, 이는 포르투갈이 공산주의 방향의 새로운 독재기로 빠져들려 했던, 뜨거운 여름이라 불린 1975년 여름에 극에 달했다. 이 기간 포르투갈은 모든 아프리카 식민지의 독립을 승인한다.

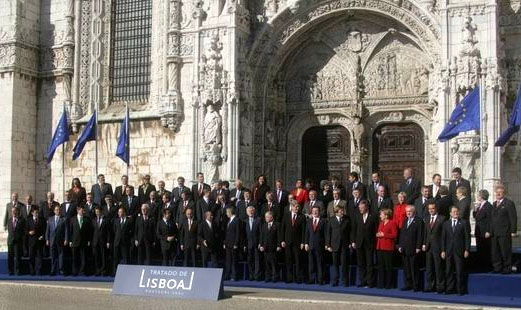
2007년 리스본 조약 서명식 단체사진

1975년 11월 25일 주로 리스본 군사지역 내 낙하산부대원과 헌병이 주축이 된 여러 급진 좌파 군부세력은 쿠데타 시도를 하지만, 이들은 뚜렷한 지도부를 갖지 못했다. 9인방(포르투갈어: Grupo dos Nove)은 이에 대한 대응으로, 안토니우 하말류 이아느스가 지휘하는 군사계획을 실행에 옮겨 대응했다. 이들이 승리하면서 다음 해 민주주의가 공고히 하는데 기여한다. 하말류 이아느스 본인은 다음 해 보통 선거로 뽑힌 첫 포르투갈 대통령이 된다. 또한 민주주의 헌법을 승인하고, 지방자치단체와 아소르스, 마데이라 지방자치정부를 수립한다.
1940년대와 60년대 사이 포르투갈은 1949년 북대서양 조약기구 (NATO), 1960년 유럽 자유 무역 연합 (EFTA), 1961년 경제 협력 개발 기구 (OECD)의 공동 창립회원국이었으며, 이 중 EFTA는 유럽 경제 공동체 (EEC) 가입을 위해 1986년 탈퇴한다. 1999년 포르투갈은 유로존에 가입하며, 같은 해 마카우의 주권을 중화인민공화국에 이양한다. 유럽 연합 가입 이후, 포르투갈은 총 3번의 유럽 이사회를 개최하였다. 가장 최근인 2007년 이사회에서는 리스본 조약 서명식을 거행하였다.

## 지리

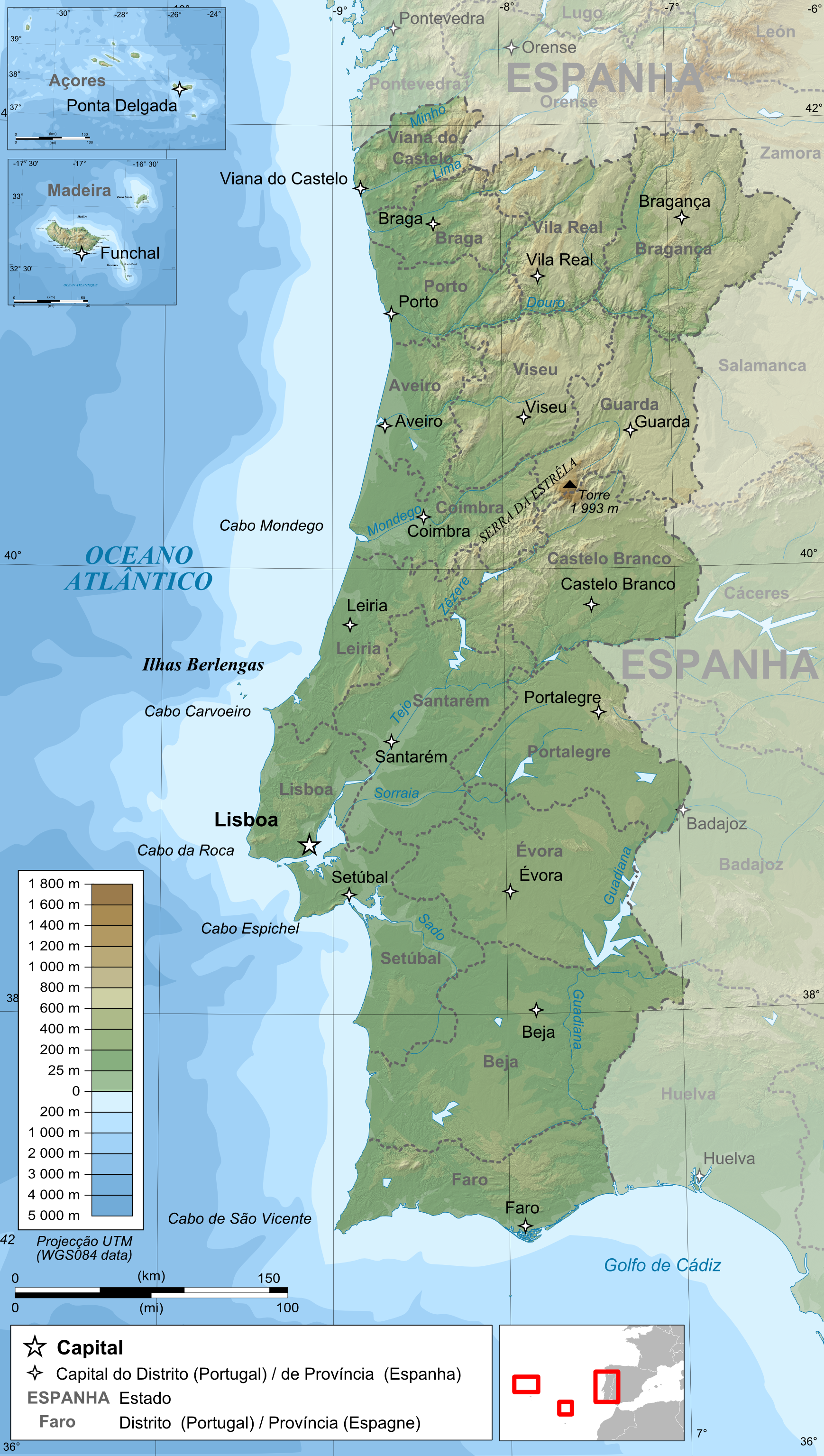
포르투갈의 행정구역 및 지형도

포르투갈의 대륙부는 유럽의 남서쪽 끝에 위치하며 오직 스페인 한 국가와 국경을 접하지 않는다. 대륙부의 국토는 가장 중요한 하천인 타구스강(테주강)을 중심으로 크게 두 부분으로 나뉜다. 북쪽은 내륙으로 이 지역에서 농업이 발달한 사이사이 낀 고원을 가진 산악지역의 풍경을 보인다. 남쪽으로는 알가르브 지방까지 드문드문 산맥이 나타나는 평원이 큰 특징으로 나타난다. 다른 주요 하천으로는 테주강과 마찬가지로 스페인에서 발원하는 도루강, 미뉴강, 과디아나강 등이 있다. 이들 강 사이사이로 강줄기가 포르투갈 영토 내에서만 흐르는 강이 있다. 이러한 강으로는 보가강, 사두강 등이 있으며, 더불어 이러한 포르투갈 내에서만 흐르는 강 중 가장 긴 몬데구강은 포르투갈 대륙부에서 가장 높고, 포르투갈 내에서는 아소르스 제도의 피쿠 산 다음으로 높은 세하다이스트렐라 산맥(해발 1,993m)에서 발원한다..
아소르스 제도는 대서양중앙해령의 열곡에 위치하며, 1563년 상미겔섬 분화와 1957년의 파이알섬 서쪽 면적이 늘어난 카펠리뉴스 화산 등 몇몇 섬에서는 최근에도 화산활동을 보여줬다. 동조앙드카스트루 퇴(堆)(포르투갈어: Banco D. João de Castro)는 테르세이라섬과 상미겔섬 사이 해저 14m 깊이에 위치한 거대 해저화산이다. 1720년 분화를 시작하면서 섬 하나가 생성되어 수 년 동안 수면 위에 남아 있었으며, 새로운 섬이 머지 않은 미래에 솟아 오를 가능성이 있다. 포르투갈에서 가장 높은 곳인 피쿠섬의 피쿠산은 해발 2351m에 달하는 화산이다.

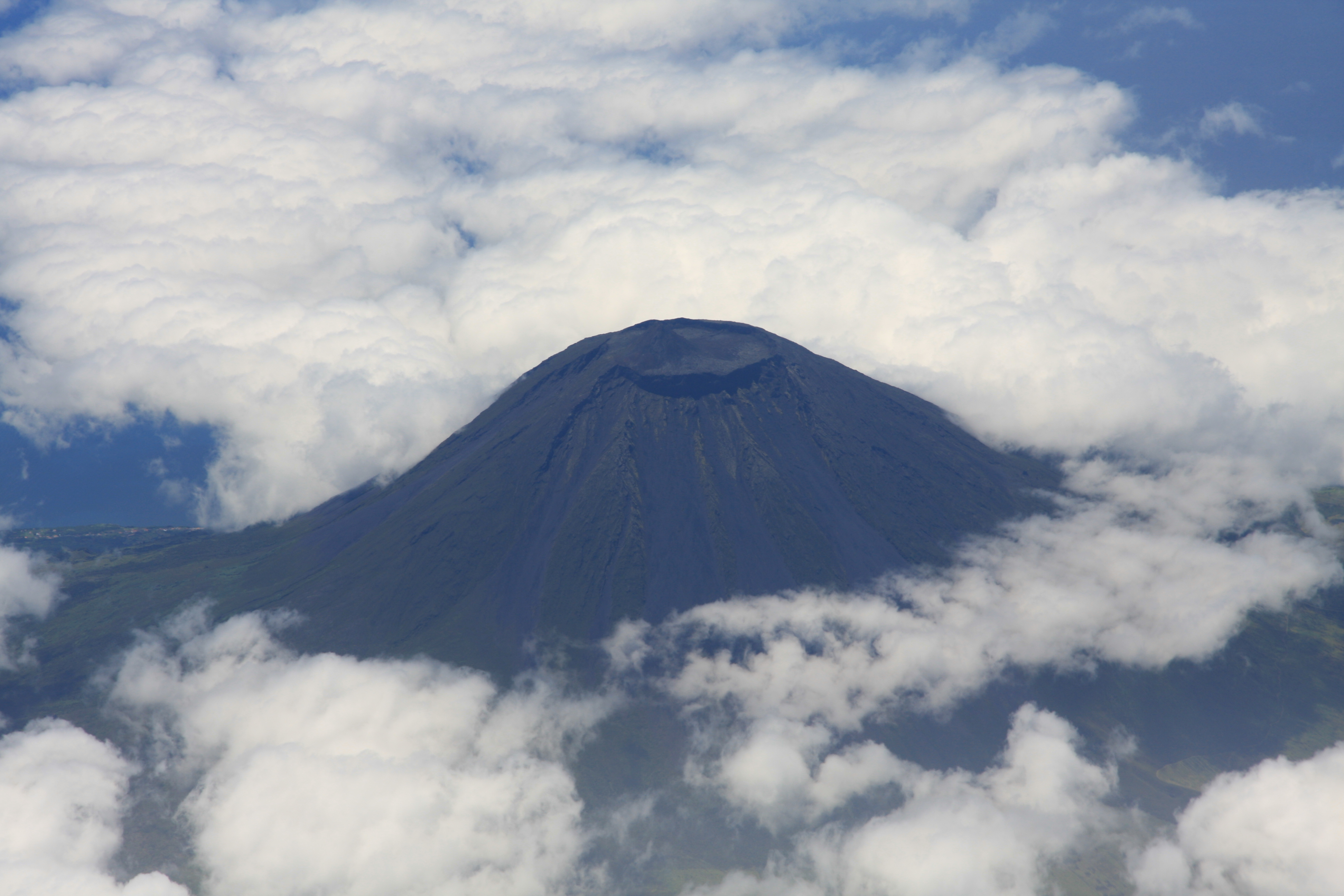
포르투갈에서 가장 높은 지점인 아소르스 제도의 피쿠산

대서양 중앙해령의 열곡 지대에 위치한 아소르스 제도와 달리, 마데이라는 아프리카 판 안쪽에 위치하며 지각판 이동이 아닌 열점 활동으로 생성되었다. 이러한 안정적이고, 지각판 내부에 위치한 까닭에 포르투갈에서 지진의 영향을 가장 적게 받는다. 증거가 있는 마지막 화산 분출은 약 6000년 전 마데이라섬에서 일어났으며, 현재는 도로 터널 또는 본섬 내륙의 물 저장 갱도 굴착 과정에서 배출된 화산가스나 뜨거운 탄산수 같은 간접적 형태의 화산활동을 보여주고 있다. 마데이라에서 가장 높은 곳은 후이부 봉으로 해발 1862미터로, 이는 포르투갈에서 세 번째로 높은 곳이다.
포르투갈은 본토 1230 km, 아소르스 667 km, 데제르타스 제도, 셀바젱스 제도, 포르투산투섬을 포함한 마데이라가 250km로, 긴 해안을 갖는다. 이러한 해안은 다양한 절벽과 모래사장과 함께 아름다운 해변을 형성하고 있다. 암석으로부터 생성된 본토의 해안과 달리, 포르투산투섬에는 조개껍질과 같은 유기물로 만들어진 9km에 달하는 사구가 있어 세계적으로 잘 알려진 관광 명소가 되고 있다. 포르투갈 해안의 중요한 특징 중 하나는 아베이루 가까이 위치한 보가강 하구의 아베이루 히아(포르투갈어: ria de Aveiro)로, 길이 45 km, 최대 폭 11km에 달하며, 어류와 해양 조류가 풍부하다. 4개의 수로 사이에 여러 크고 작은 섬들이 있고, 4개의 강이 대서양으로 접어든다. 또한 사취가 형성되어 석호를 이루고 있는데, 이는 포르투갈의 해안에서 가장 주목할 만한 특징 중 하나로 여겨진다. 포르투갈은 유럽에서도 큰 축에 속하는 약 1,683,000 km2에 달하는 배타적 경제 수역을 갖는다.

### 기후

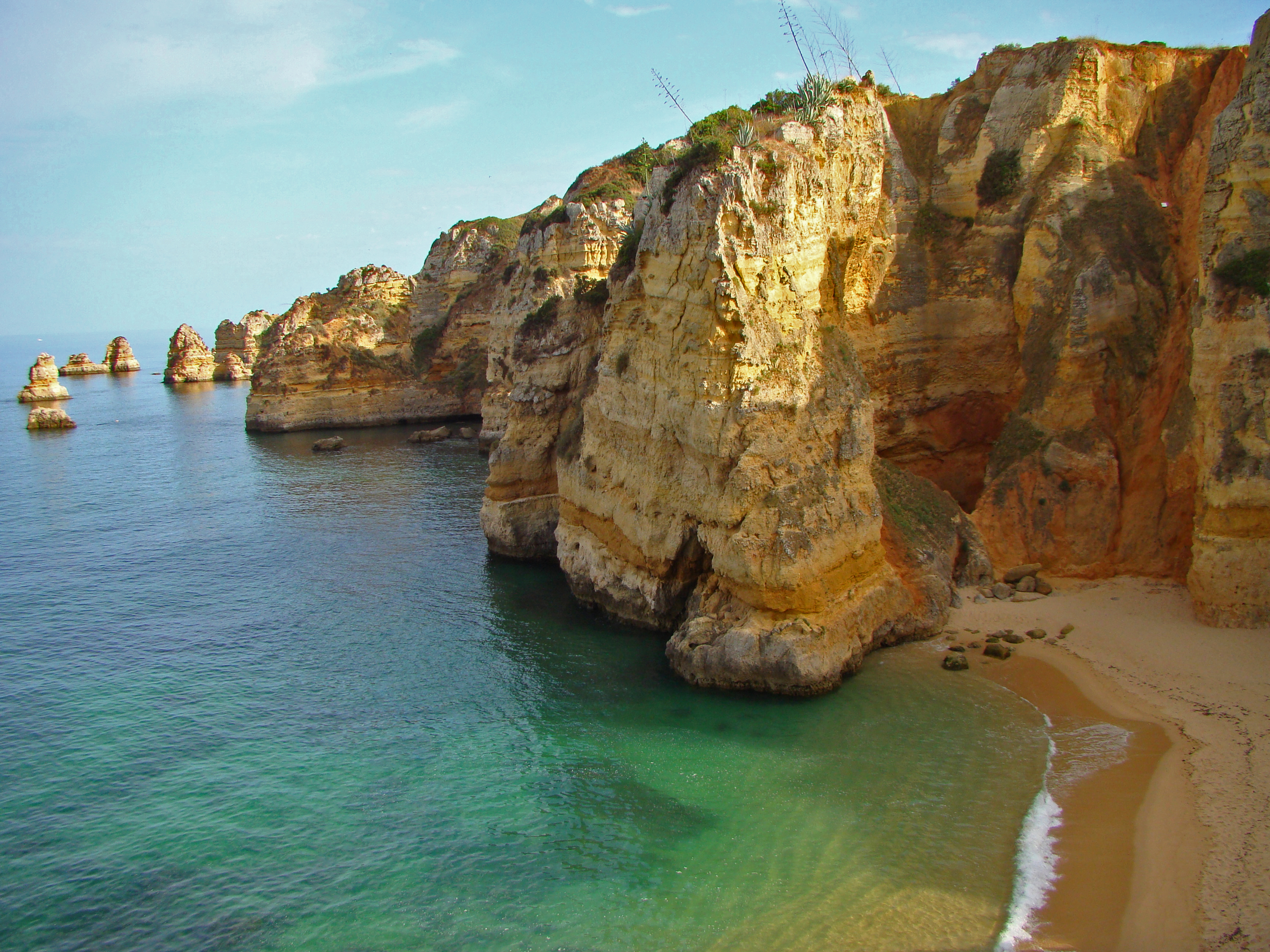
알가르브 지방의 전형적인 해안 중 하나인 도나아나 해변.

포르투갈은 지중해성 기후를 나타내며, 쾨펜의 기후 구분에 따라 남쪽은 "Csa", 북쪽은 "Csb"로 분류된다. 포르투갈은 유럽 국가들 중 가장 온화한 기후를 갖는 나라 중 하나로, 포르투갈 본토의 연 평균 온도는 북부 내륙 산악지역이 13 °C, 남부 과디아나강 유역이 18 °C 정도의 다양성을 보인다. 북부 지방 고지대와 최북단 해안 지방, 중부 지방에서의 여름은 온화한 편이다. 가을과 겨울은 보통 바람이 많이 불며, 비가 많이 내리고 선선하다. 중부와 북부 지방의 주에서 가장 추우며, 이들 현 가운데 일부에서는 가장 추운 기간 중에는 온도가 영하로 내려가기도 한다. 하지만 포르투갈 남부 지방의 도시에서는 온도가 0 °C 아래로 내려가는 일이 드물며, 대개의 경우 5 °C 정도에서 머문다.
보통 봄과 여름에 낀 달에는 날씨가 맑다. 온도는 건조한 7, 8 월에 가장 높은데, 심한 날의 경우 포르투갈 대부분 지역에서 간간히 최대온도가 40 °C를 넘으며, 알렌테주 지방 내륙에서는 이러한 일이 더욱 빈번히 발생한다. 여름에는 최근 기상 연구 보고서 기록의 도루강 계곡의 코아 계곡 선사유적 공원의 예와 같이 50 °C까지 올라갈 수 있다. 타구스강과 도루강 유역과 같은 몇몇 지역에서는 연 평균 기온이 20 °C에 달할 수 있기도 하다.
최고 기온은 상조앙다베스케이라의 히오다드스에서 기록된 50.5 °C 다. 총 연평균 강수량은 북부 산악지방에서 3,000mm를 조금 넘고, 알렌테주 지방 남부 지역에서 600mm에 못 미치는 등의 편차를 보여준다. 일조 시간은 연 2500~3200 시간으로, 평균적으로 겨울엔 일일 4~6시간, 여름엔 일일 10~12시간 정도이며, 남동부 지역에서 최대, 북동부 지역에서 최소 값을 보인다.
눈은 북부 지방의 구아르다 현, 브라간사 현, 빌라헤알 현, 비제우 현 등 4개 현에서는 주기적으로 내리며, 남쪽으로 갈수록 빈도는 줄어들며, 알가르브 대부분 지역에서는 이를 찾아 볼 수 없다. 겨울에 세하다이스트렐라 산맥, 세하두제레스 산맥, 세하드몬테지뉴 산맥 같은 제한된 곳에서 온도가 영하 10 °C까지 내려가고, 자주 눈이 내리며, 이들 장소에서는 10월부터 5월 사이에도 눈이 오기도 한다.

### 동식물상

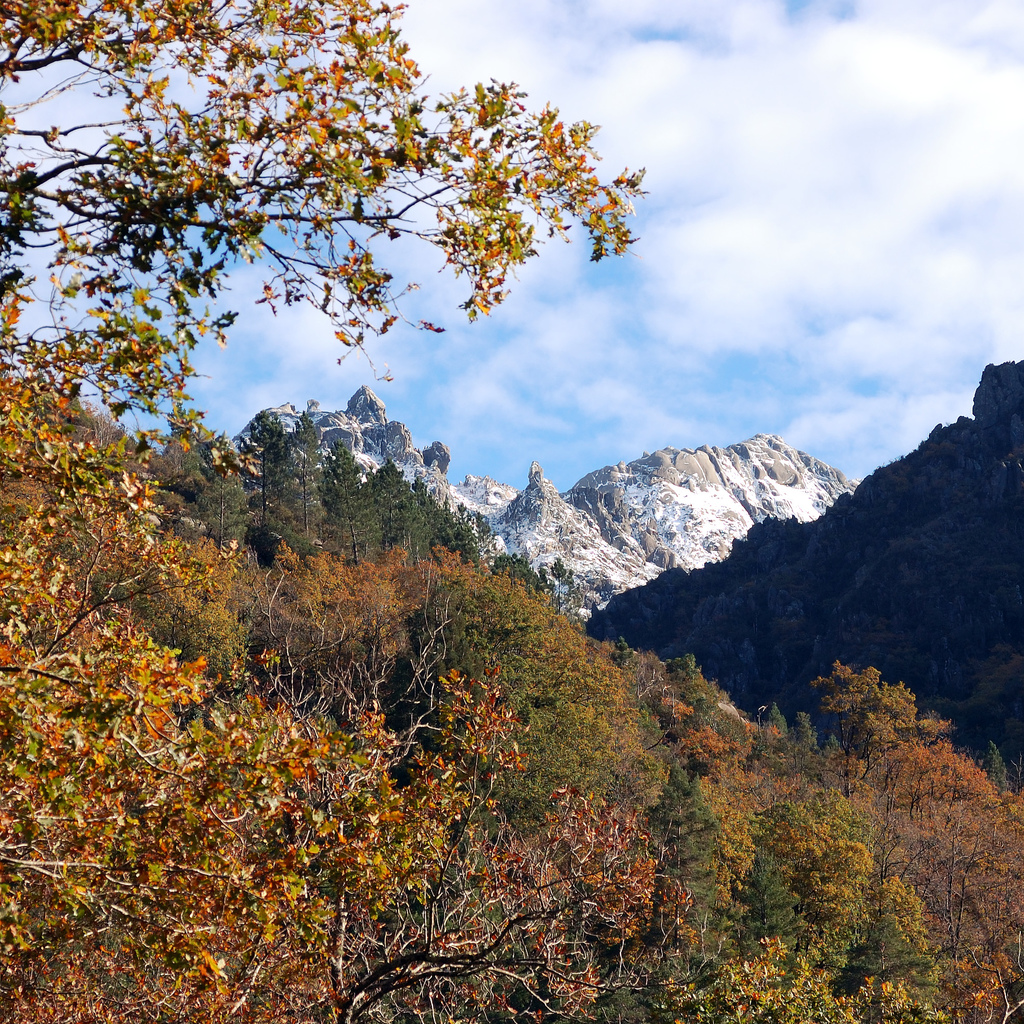
페네다-제레스 국립공원의 알베르가리아 숲.

기후와 지리적 다양성은 포르투갈의 식물상을 형성하였다. 포르투갈의 산림은 경제적인 이유로 소나무 (특히 "피나스터소나무" 및 "돌소나무" 종), 밤나무 ("유럽밤나무"), 코르크나무 ("Quercus suber"), 털가시나무 ("Quercus ilex"), 포르투갈오크 ("Quercus faginea"), 유칼립투스가 널리 퍼져있다.
포유류 동물군은 매우 다양해, 여우, 오소리, 이베리아스라소니, 이베리아늑대, 들염소 (Capra pyrenaica), 야생고양이 (Felis silvestris), 토끼, 족제비, 이집트몽구스, 사향고양이 및 더 많은 동물을 포함하고, 페네다-제레스 국립공원과 가까운 미뉴강에서는 회색곰이 가끔씩 나타난다..
포르투갈은 유럽과 아프리카를 오가는 철새들에게 중요한 경유지로, 상비센트 곶이나 세하드몬시크 산맥과 같은 곳에서는 가을에는 유럽에서 아프리카로, 봄에는 반대방향으로 날아가는 수천마리의 새를 감상할 수 있다. 포르투갈에는 약 600여종의 조류가 서식하며, 이들 중 235종은 텃새이며 거의 매년마다 새로운 종이 등록된다.

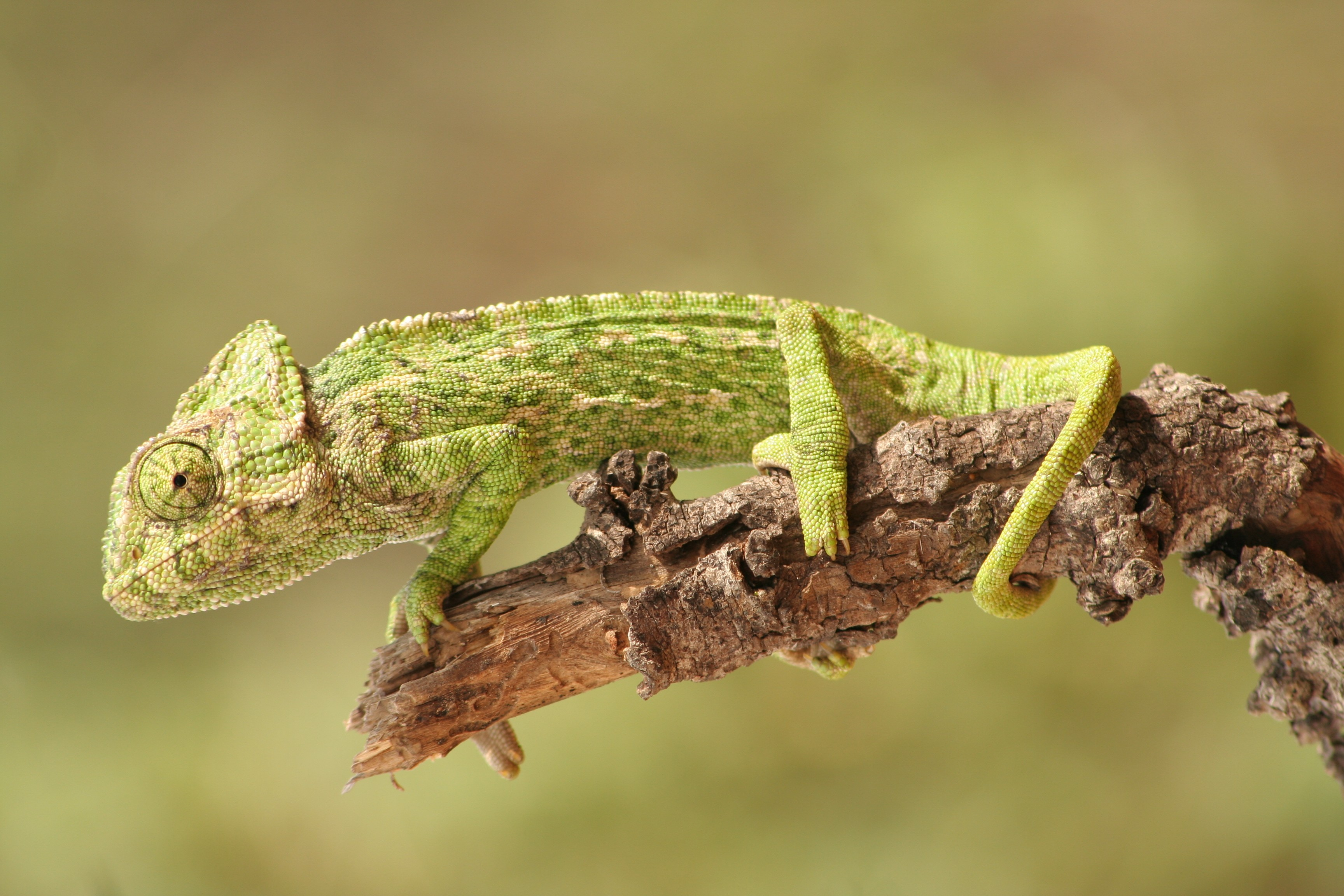
알가르브 지방의 카멜레온.

포르투갈에는 100여 종이 넘는 민물 어류가 서식하며, 테주국제자연공원의 거대한 유럽왕메기(Silurus glanis)에서 서부 지역의 작은 호수에서만 사는 작은 고유종까지 다양한 보습을 보여준다. 이들 중 몇몇 특정 희귀종은 서식지 감소, 오염, 가뭄 등으로 인해 상당한 수준의 멸종 위협에 처해있다. 포르투갈의 해양은 세계에서도 풍부한 생물다양성을 보여주는 곳 중 하나다. 해양생물종은 정어리 (Sardina pilchardus), 가랑어, 대서양고등어를 포함해 수천 종에 이른다.
또한 특히 포르투갈의 서부 해안에서는 용승 현상을 관찰할 수 있는데, 이는 바다의 영양과 생물다양성을 매우 풍부하게 해준다. 포르투갈의 보호 구역은 페네다-제레스 국립공원부터 이스트렐라 산맥 자연공원에 걸친 국립공원 (parque nacional) 1곳, 자연공원 (parque natural) 13곳 (가장 최근엔 2005년 지정), 자연보호구역 (reserva natural) 9곳, 천연기념물 (monumento natural) 5곳,, 경관보전 지역 (paisagem protegida) 6곳이다. 2005년 이스포젠드 해안경관보전 지역(포르투갈어: Área de Paisagem Protegida do Litoral de Esposende)이 "해안선과 물리적, 미학적, 경관적 자연요소의 보존"을 위해 북부해안 자연공원(포르투갈어: Parque Natural do Litoral Norte)으로 승격되었다.

## 인구

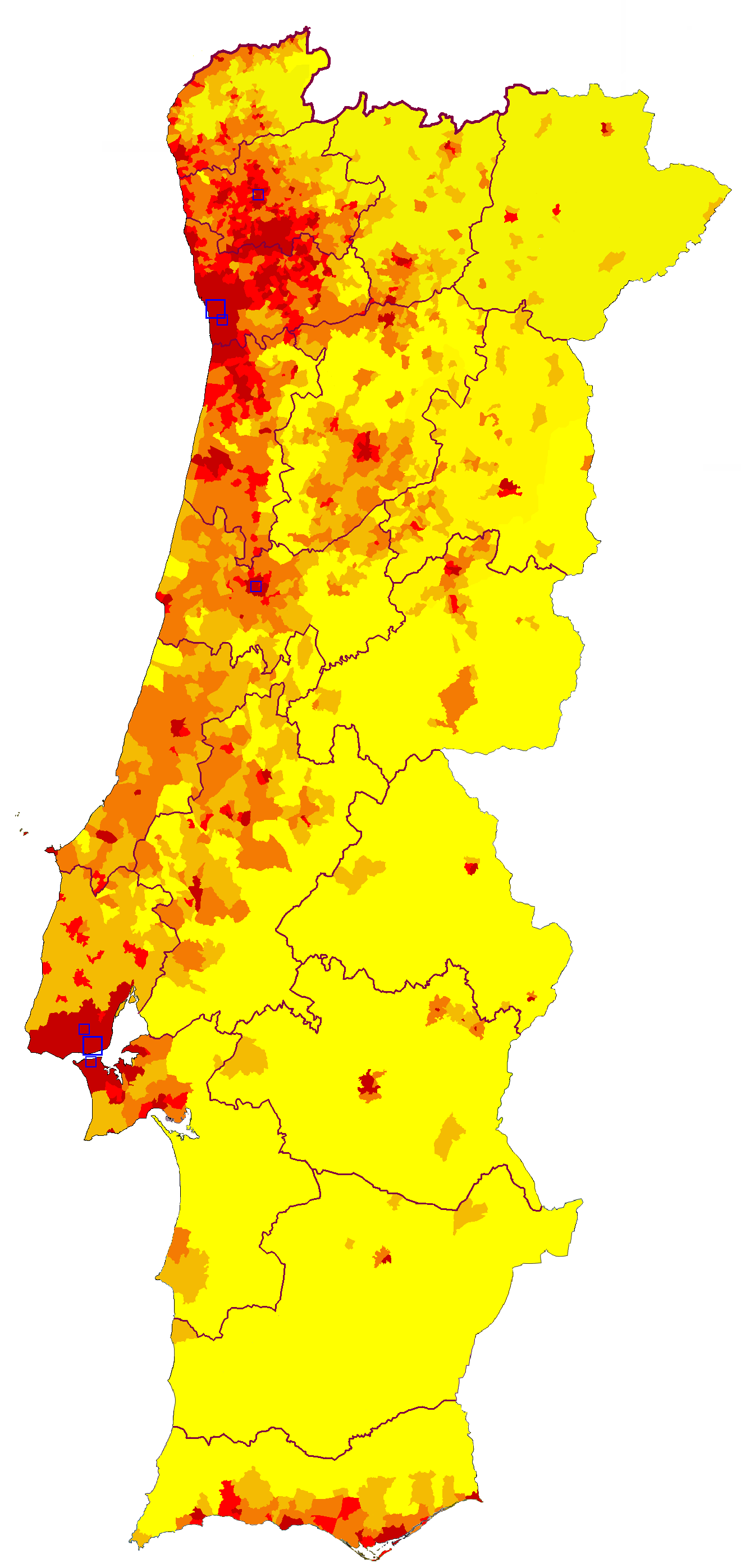
포르투갈 본토의 제곱킬로미터 당 인구밀도:
0–49
50–99
100–299
300–599
600+

포르투갈인의 유전자 구성 자료는 낮은 내부적 차이와 본질적인 구석기 시대 유럽 대륙 기반을 나타낸다. 북아프리카와 관계가 추정되는 중석기 시대와 중동 및 상당히 적은 다른 유럽 지역과의 관계가 형성된 신석기 시대에 인구 과정을 거쳤으며, 동기 시대, 청동기 시대, 철기 시대의 이주는 특히 남부와 동부의 강한 지중해적 성격을 지우지 않은 채, 이베리아반도의 인도유럽화, 특히 켈트화에 기여하였다. 로마화, 게르만족의 침입, 이슬람교도인 무어인의 지배, 유대인, 사하라 이남 아프리카 출신의 노예는 각각 유사한 인구 영향 및 기여를 남겼다. 거쳐가거나 정착했던 포르투갈 역사의 모든 주요 민족은 선인도유럽인 이베리아 문화의 타르테수스족 및 기타 민족과 후에 켈트화된 코니족 등 후대 민족, 선켈트족 및 루시타니족, 갈라이키, 켈티키족 등 켈트족, 일부 소수 페니키아인 및 카르타고인, 로마인, 수에비족, 부리족, 서고트족, 소수의 반달족 및 알라니족, 베르베르인과 일부 아랍인 및 슬라브인 노예 사칼리바, 스파라딤 유대인, 사하라 이남 아프리카인, 주로 서유럽 출신의 미약한 유럽계 이민자 등으로 정리할 수 있다. 이런 모든 인구과정은 때론 강하게, 때론 약하게 자신들의 흔적을 남겼다. 하지만 포르투갈 영토 내 상대적으로 단일한 인구의 유전적 기반은 이베리아반도의 다른 곳과 마찬가지로 서유럽에 들어온 첫 현생인류인 구석기 시대 수렵채집인을 지난 4000년간 유지하고 있다.
포르투갈의 인구는 0~14세 16.4%, 15~64세 66.2%, 65세 이상 17.4%로 구성되며, 평균 기대수명은 78.04년이다. 문자해독률에 대해서는 93.3%가 읽고 쓸 수 있으며, 문맹률은 수년에 걸쳐 점정 낮아지고 있다. 인구 성장률은 0.305%로, 인구 1000명 당 10.45명이 태어나고 10.62명이 사망하며, 2010년 출생률은 1.32로, 이는 인구가 대체되지 않는 데에 원인이 되고 있다. 포르투갈의 5세 이하 유아 사망률은 2010년 1000명 당 3.7명으로, 이는 세계에서 가장 낮은 나라 중 하나다.
비록 포르투갈이 선진국이지만, 수돗물과 전기에 대해 접근할 수 없는 상당히 감소된 수의 인구가 존재한다. 기본 위생 시설 또한 전역을 담당하지 못하며, 알렌테주 및 리스보아이발르두테주 지역에서 가장 많은 수의 인구가 위생 시설에 대해 접근할 수 있다. 현재 상당수의 주택이 정화조를 갖고 있으며, 일부는 어떠한 형태의 위생 시설도 갖지 못하고 있다. 의료에 대한 접근은 95~100%의 인구에 보장되어, 전 인구에 보건으로의 접근이 보장되고 있다.
포르투갈에는 2009년 45만 명의 이민자가 거주하며, 이는 포르투갈 인구의 약 5%를 차지한다. 이들 중 대부분은 브라질 (115,882명), 우크라이나 (52,253명), 카보베르데 (48,417명)이며 기타 주요 출신국가로는 몰도바, 루마니아, 기니비사우, 앙골라, 동티모르, 모잠비크, 상투메프린시페, 러시아 등이 있다.

### 주요 도시
인구 약 50만 명, 광역인구 300만 명의 리스본은 12세기 이후 포르투갈의 수도로, 포르투갈 최대 도시이자 경제 거점이며, 포르투갈 제1의 항구와 공항을 보유하고, 유럽연합 평균을 넘는 1인당 GDP로 포르투갈에서 가장 부유한 도시이다. 다른 주요 도시로는 인구 24만, 광역인구 150만의 제2의 도시 및 경제 거점인 포르투와 "포르투갈의 베네치아"라 때때로 일컬어 지는 아베이루, "대주교의 도시" 브라가, 천 년의 역사를 가진 샤베스, 포르투갈에서 가장 오래된 대학교를 가진 코임브라, "요람의 도시" 기마랑이스, "박물관의 도시" 에보라, 세 번째로 큰 항구를 가진 세투발, 세 번째로 큰 크루즈항과 알가르브 인터내셔널 서킷(포르투갈어: Autódromo Internacional do Algarve, AIA)이 위치한 포르티망, 파루, 비제우 등이 있다. 리스본 대도시권에는 신트라 자치단체에 속한 아구알바카셍, 켈루스를 비롯해 아마도라, 알마다, 아모라, 세이샬, 바헤이루, 몬티주, 오디벨라스 같은 높은 인구 밀도를 가진 도시들이 있다. 포르투 대도시권에서 가장 인구가 많은 자치단체로는 빌라노바드가이아, 마이아, 마토지뉴스, 곤도마르 등이 있다. 마데이라 자치 지방의 주요 도시는 푼샬이다. 아소르스 자치 지방의 주요 도시는 상미겔섬의 폰타델가다, 테르세이라섬의 앙그라두에로이즈무, 파이알섬의 오르타 등 세 곳 이 있다.

### 언어

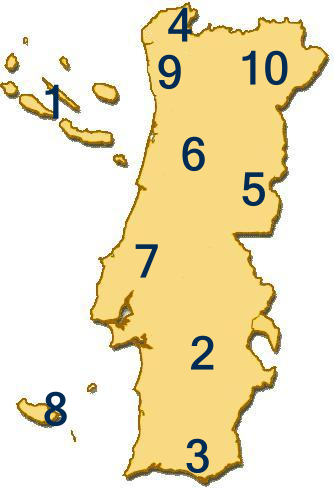
포르투갈의 방언.

포르투갈의 공용어는 1290년 국왕 동 디니스의 선포에 따라 채택된 포르투갈어다. 포르투갈어는 2억 1천만 명의 모국어 사용자가 있으며, 세계에서 5번째, 서양에서 3번째로 가장 많이 쓰이는 언어이다. 포르투갈, 브라질, 앙골라, 카보베르데, 기니비사우, 모잠비크, 상투메 프린시페의 공용어이며, 동티모르, 마카오, 적도 기니에서도 다른 언어와 함께 공용어로 지정되어 있으며, 옛 포르투갈령 인도 (고아 주, 다만 디우, 다드라 나가르하벨리)에서도 사용되며, 유럽 연합, 남아메리카 국가 연합 (UNASUL), 메르코수르, 아프리카 연합에서 공용어 지위를 갖는다.
또한 포르투갈어 수화 역시 공식적으로 인정되어 보호되며, 아스투리아스레온어에서 유래한 미란다어는 미란다두도루에서 공식적으로 보호되며, 미란다두도루와 비미오주 일부에서 제2 선택 언어로 학교에서 가르친다. 그러나 본 언어의 사용은 상당히 제한적이어서, 사용자 공동체에 언어적 권리를 보장해 줄 것을 요구하는 행동이 진행되고 있다.
포르투갈어는 카스티야어, 카탈루냐어, 이탈리아어, 프랑스어, 루마니아어, 스위스 로망슈어 등과 함께 로망스어로, 이베리아로망스어 집단에 속한다.
포르투갈어는 우스 루지아다스의 작가 루이스 드 카몽이스의 이름을 따 "카몽이스의 언어", 올라부 빌락의 소네트 "Língua Portuguesa"에서 사용된 표현인 "라티움의 마지막 꽃" 또는 미겔 데 세르반테스가 사용한 표현인 "달콤한 언어"로도 알려져 있다.

### 인종
인구조사 자료에 대한 일반적인 비판 중 하나는 인종에 대해 다룬 자료가 없다는 점이다. 이는 자료 수집의 결함으로 간주되지 않는다. 포르투갈 통계국은 정책적으로 인종 또는 민족 구분을 포함하지 않으며, 오직 국적에 대한 자료만을 수집한다.

### 종교

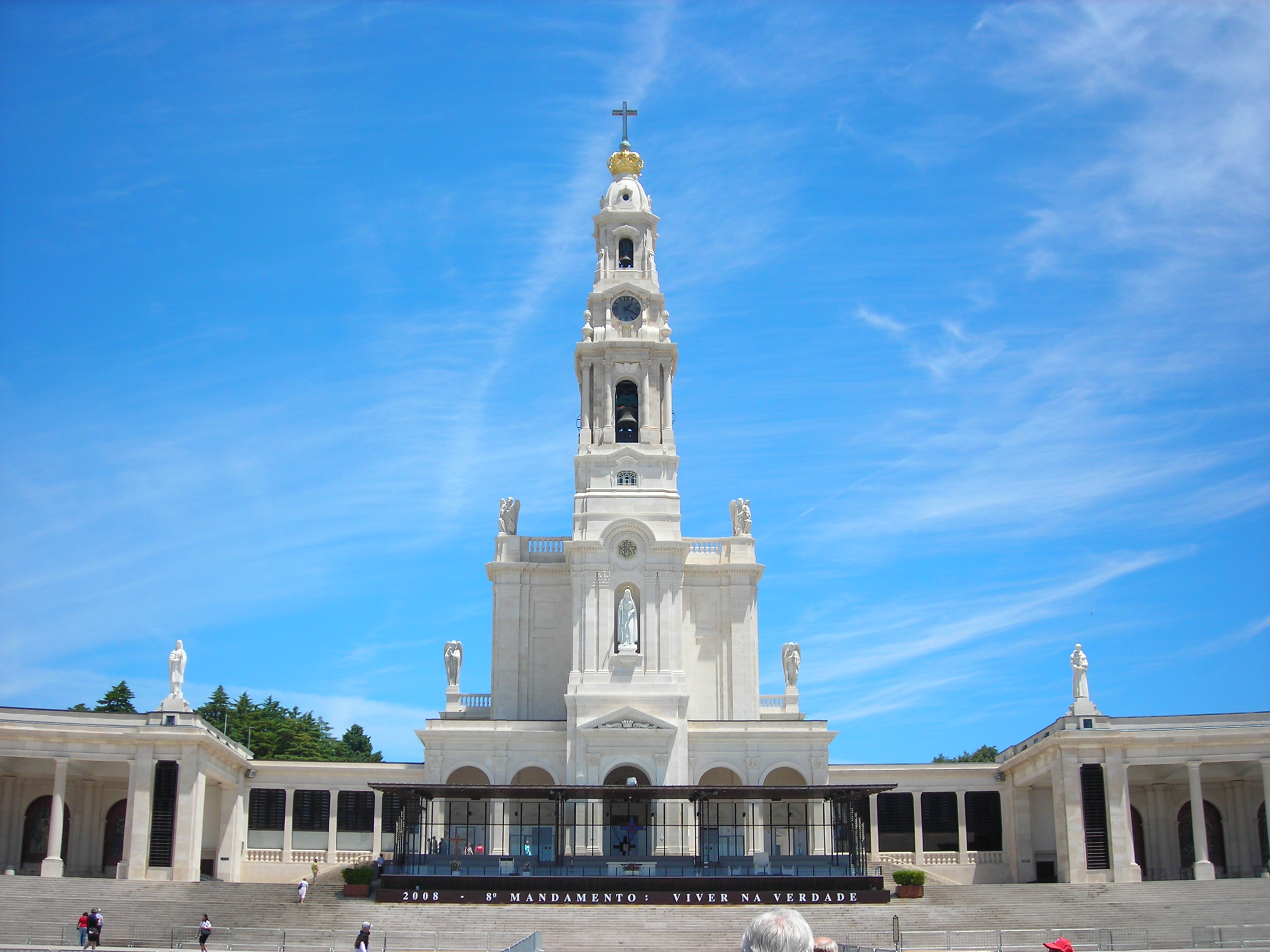
가톨릭 신자들 사이의 세계적 명성으로 인해 "세계의 제단"으로도 불리는 포르투갈의 파티마 성지. 포르투갈 인구의 84.5%는 로마 가톨릭을 따른다.

포르투갈의 헌법은 완전한 종교의 자유와 종교간 평등을 보장하지만, 사회생활의 여러 측면에서, 가톨릭 교회에 특혜를 주는 협약이 존재하며, 건물 준공식 또는 국가의 공식 행사와 같은 일부 공공 공식 행사에 로마 가톨릭교회의 대표가 참석하는 것이 일반적이다. 하지만 선출된 정치인의 종교적 태도는 유권자에게 무관하다고 여겨지는 것이 보통이다. 예를 들어 최근의 두 대통령인 마리우 소아르스와 조르즈 삼파이우는 잘 알려진 세속주의자였다.
2001년 인구조사의 공식 결과에 따르면 포르투갈 전체 인구의 대다수를 차지하는 84.6%는 로마 가톨릭 전통을 따르는 것으로 나타났다. 로마 가톨릭교회의 2001년 자체 연구에 따르면 일요일 미사는 1,933,677명(전체 인구의 18.7%)의 가톨릭 신자가 참여하며, 영성체를 받은 사람은 1,065,036명(전체 인구의 10.3%)이다. 혼인의 절반 가까이가 자동적으로 효력을 갖는 가톨릭식 혼인으로 이뤄진다. 동성간 결혼 및 이혼 또한 민법에 따라 상호 동의 및 이혼의 경우 배우자 중 한 명이 법원에 요청 시 허용되지만, 교회 혼인법에서는 이러한 동성간 결혼을 제공하지 않는다. 포르투갈에는 브라가, 리스본, 에보라 세 대교구로 묶인 20개의 교구가 있다. 다른 비공식 통계에 따르면 2004년 포르투갈의 가톨릭 인구는 90.41%이며, 포르탈레그르-카스텔루브랑쿠 교구에서 가장 많은 99.35%, 베자 교구에서 가장 적은 83.42%의 수치를 보여줬다. 리스본 교구와 포르투 교구는 각각 85%와 90.59%의 가톨릭 인구를 갖는 것으로 나타났다.
포르투갈의 개신교는 주로 신오순절주의적 복음주의에 기원한 포르투갈 하나님의 성회, 마나 교회와 브라질인 이민으로 유입된 하나님의 왕국 세계 교회(포르투갈어: Igreja Universal do Reino de Deus) 등 여러 종파가 있다.
| 포르투갈의 종교 (2001년 인구조사) | 포르투갈의 종교 (2001년 인구조사) | 포르투갈의 종교 (2001년 인구조사) | 포르투갈의 종교 (2001년 인구조사) | 포르투갈의 종교 (2001년 인구조사) |
| --------------------------------- | --------------------------------- | --------------------------------- | --------------------------------- | --------------------------------- |
| 종교                              |                                   |                                   | 백분율                            |                                   |
| 로마 가톨릭                       | 로마 가톨릭                       |                                   | 84.5%                             | 84.5%                             |
| 자료없음                          | 자료없음                          |                                   | 9%                                | 9%                                |
| 무종교                            | 무종교                            |                                   | 3.9%                              | 3.9%                              |
| 가톨릭 외 기독교                  | 가톨릭 외 기독교                  |                                   | 2.2%                              | 2.2%                              |
| 그외 종교                         | 그외 종교                         |                                   | 0.3%                              | 0.3%                              |

포르투갈에서 여호와의 증인은 650여개 교회에 퍼진 50,000명에 가까운 신도를 보유하며, 비슷한 수의 지지자를 얻고 있다. 95,000만 명 이상이 2007년 최후의 만찬을 주요 행사로 여겼다. 본 종교는 1925년 이래로 포르투갈에 존재해 왔고, 1961년에서 197년 사이 공식적으로 금지되었으며, 이 기간 중에는 비밀리에 운영되었다. 1974년 12월 여호와의 증인 협회가 합법적으로 인정되어, 오늘날 알카비데시에 본부를 두고 있다. 포르투갈은 본 종파가 현재 활동하는 236개국 중 하나이다.
포르투갈의 유대 공동체는, 강제 개종, 추방, 감금 및 이어진 포르투갈 종교 재판을 통해 행해진 처벌을 선택하도록 한 1496년 국왕 마누엘 1세의 포고에 따른 유대인 추방령에도 불구하고 오늘날까지 유지되고 있지만, 이러한 이유로 유럽에서 가장 활발한 공동체 중 하나였던 포르투갈 공동체는 몰락하였다. 국경지대 마을인 벨몬트에서 이 종교가 발전한 형태는 포르투갈에서의 유대인이 하나로 뭉쳐 견뎌낸 예 중 하나이다. 1506년 리스본에서는 당시 유럽에서 가장 난혹한 수준의 유대인 학살이 일어나 2000명에서 4000명 가량이 목숨을 잃었다.
주로 이민자의 자손으로 구성된 만 오천명 가량의 소수 이슬람교도와 힌두교도가 있으며, 또한 간간히 또는 지역적 수준에서 불교도, 영지주의자, 영성주의자 등을 찾아볼 수 있다.

## 정치

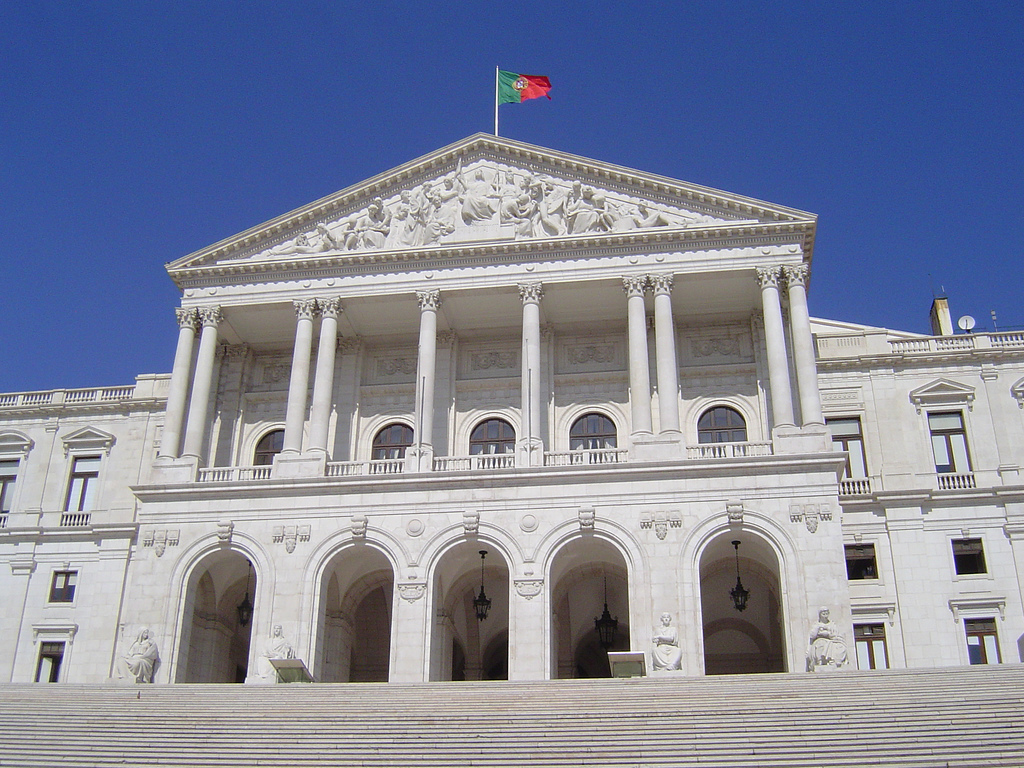
국회의사당인 상벤투 궁전의 정면.

포르투갈에서 가장 중요한 법은 다른 모든 법을 관장하는 1976년 제정된 헌법이다. 다른 주요 법으로는 민법 (1966년), 형법 (1982년), 상법 (1888년), 민사소송법 (1961년), 형사소송법 및 노동법이 있다. 이러한 모든 법은 첫 발간 이후 여러 차례 개정되었다.
포르투갈은 이원집정부제 (사실상 의원내각제) 공화국이다. 국가원수로서 중재권 및 일부 행정권을 가지는 포르투갈의 대통령, 입법권을 갖는 공화국 의회, 행정권을 갖는 포르투갈 정부, 사법권을 갖는 법원 등 네 개의 통치기관을 갖는다.
포르투갈의 대통령은 국가원수로서, 5년 중임제로써 1번 연임은 가능하며 보통선거를 통해 선출된다. 포르투갈은 오랜 기간 여러 헌법 개정을 통해 대통령의 권한을 축소하는 대신에 총리의 권한이 강화 시켰다, 현재 포르투갈의 대통령은 내각 활동을 감시하고, 최고 통수권자로써 육군, 해군, 공군, 공화국 수비대 등 국군을 지휘하며, 대외적으로 포르투갈을 공식적으로 대표하는 세 역할을 수행한다. 공식적으로 리스본 벨렝 궁전에 거주한다.

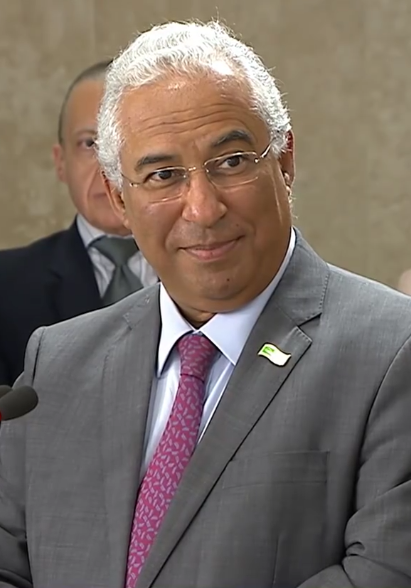
현 포르투갈의 총리 안토니우 코스타

국회는 리스본의 상벤투 궁전에 소집되며, 4년 임기를 가지고 선출된다. 현재 인원은 230명으로, 정당목록에 수록된 22개 중 선거구에서 선출된다.
규정에 의해 총선에서 가장 많이 득표한 정당의 지도자는 대통령에 의해 정부를 구성하도록 요청을 받지만 총리는 내각의 대표로써 정권을 이끈다. 총리는 그 외 장관을 임명한다. 공식적으로 리스본 상벤투 궁전 인근의 총리 관저에 거주한다.
법원은 국민의 이름으로 재판을 관장하며, 시민의 권리 및 이해 보호, 민주적 적법성 침해 방지, 여러 구성원 사이에 발생하는 이해갈등 조정 등의 역할을 수행한다. 헌법에 따르면 다음과 같은 법원이 존재한다:
- 헌법재판소: 헌법 해석 및 법률 적용에 있어 적합 여부 감독
- 대법원 및 1차(포르투갈어: Tribunais de Comarca) 및 2차(포르투갈어: Tribunais da Relação) 항소 법원
- 행정 법원 및 1차 및 2차(중앙행정법원) 행정·회계 법원
- 감사원[105]

1975년 이후 포르투갈의 정치 구도는 사회당(PS)과 사회민주당(PSD) 두 정당이 주도해왔다. 이 두 정당은 민주주의 수립 이후 실질적으로 대부분의 지방자치단체의 통치 및 행정 업무를 나눠 갖고 있다. 그러나 몇몇 지방자치단체 수장을 갖고 노동운동에 큰 영향을 끼치는 공산당(PCP)이나, 이미 사회당 또는 사회민주당과 연정을 통해 정권을 잡은 경험이 있는 민주사회중도국민당(CDS-PP)과 같은 정당 또한 정치권에서 중요한 역할을 차지한다. 이 외에도 좌익블록(B.E.)과 생태주의 녹색당(PEV)도 의회내 의석을 갖고있다.

### 대외 관계
포르투갈의 대외 정책은 대항해 시대에 중요한 위치를 차지한 것과 사라진 포르투갈 제국의 주인이라는 역사적 역할과 이어져 있다. 포르투갈은 북대서양 조약 기구 (1949), 경제 협력 개발 기구 (1961), 유럽 자유 무역 연합 (1960)의 창립 회원국이다. 유럽 자유 무역 연합의 경우 1986년 당시 아직 유럽 경제 공동체(EEC)이던 유럽연합에 가입하기 위해 탈퇴한다. 국제재생에너지기구(IRENA)의 창립회원국으로, 1992년 6월 25일 솅겐 조약에 가입하였으며, 1996년 포르투갈어 사용국 공동체(CPLP)를 공동 설립한다.

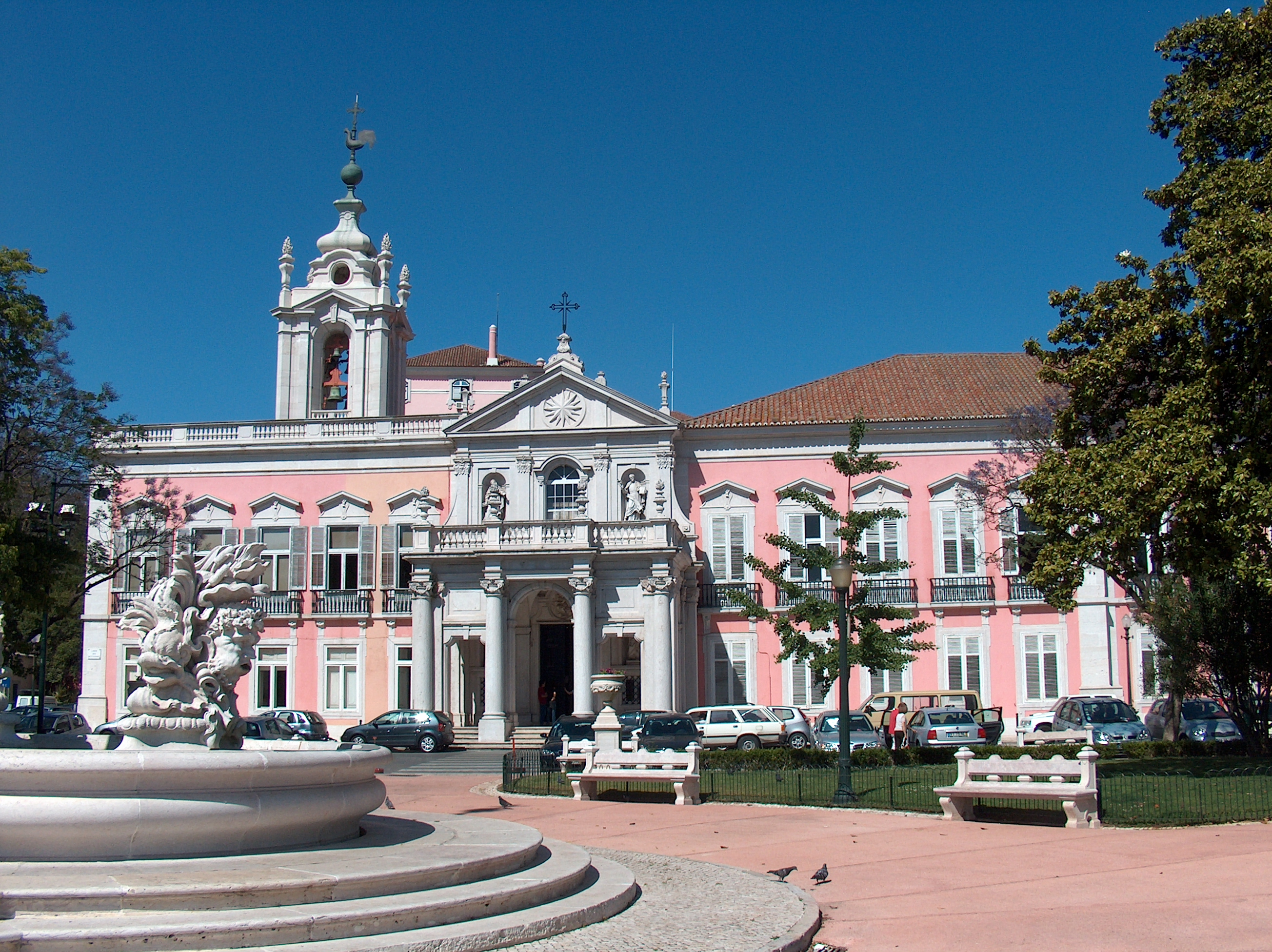
포르투갈 외무부가 위치한 네세시다드스 궁전.

포르투갈은 유럽 연합의 주요 수혜국으로, 유럽 통합을 지지한다. 유럽 이사회 의장국 직무를 1992년, 2000년, 2007년 세 차례에 걸쳐 모두 성공적으로 수행하였다. 포르투갈은 의장국 임기 동안 유럽의 경제를 더 역동적이고 경쟁력 있게 변화시키도록 유럽연합과 아프리카 간 대화를 추진하였고, 가장 최근의 임기에는 후에 리스본 조약으로 알려진, 개정 조약을 다른 회원국들과 함께 구성, 서명하였다.
포르투갈은 NATO의 창립 회원국으로, 발칸반도 평화유지군에 다수의 파견대를 보내는 등 동맹에 적극적으로 기여하고 있다. 포르투갈은 다른 포르투갈어 사용국과 유대관계를 증진시키고자 포르투갈어 사용국 공동체(CPLP)의 창설을 제안하였다. 또한 스페인과 함께 이베로 아메리카 정상회의에 참여하고 있다. 포르투갈은 미국, 아시아 동맹국들, UN과의 긴밀한 협력속에 군대와 자금을 지원하며, 옛 해외주였던 동티모르의 독립을 확고히 지지하였다.
브라질과는 두 나라를 이어주는 역사 외에 조약을 통해서도 우호 및 동맹관계를 갖는다. 또한 영국으로 이어지는 잉글랜드와의 세계에서 가장 오래된 영국-포르투갈 동맹(윈저 조약)을 오늘날까지 유지하고 있다.
유일한 국제 분쟁으로는 올리벤사(포르투갈어: Olivença, 스페인어: Olivenza) 분쟁을 들 수 있다. 1297년 이후 포르투갈의 영토였던 올리벤사는 오렌지 전쟁 이후 1801년 바다호스 조약에 의해 스페인에 양도되었다. 포르투갈은 1815년 빈 회의를 통해 영유권을 주장하였다. 오늘날 이 도시는 동명의 스페인 도시와 여기서 분리된 탈리가(포르투갈어: Táliga)로 구성되어 있다. 그럼에도 불구하고 두 이웃 국가간 양자 외교 관계는 유럽 연합 내에서도 우호적이다.
대한민국과는 1961년 수교, 뒤이어 14년 후인 1975년에 북한과 수교해 남북한과 동시에 수교했으나 2017년부터 북한의 미사일 등의 대외 도발로 인해 2017년 10월 12일 북한과 외교 관계를 공식으로 파기해 대한민국 단독 수교국으로 회귀했다.

### 국방 및 경찰

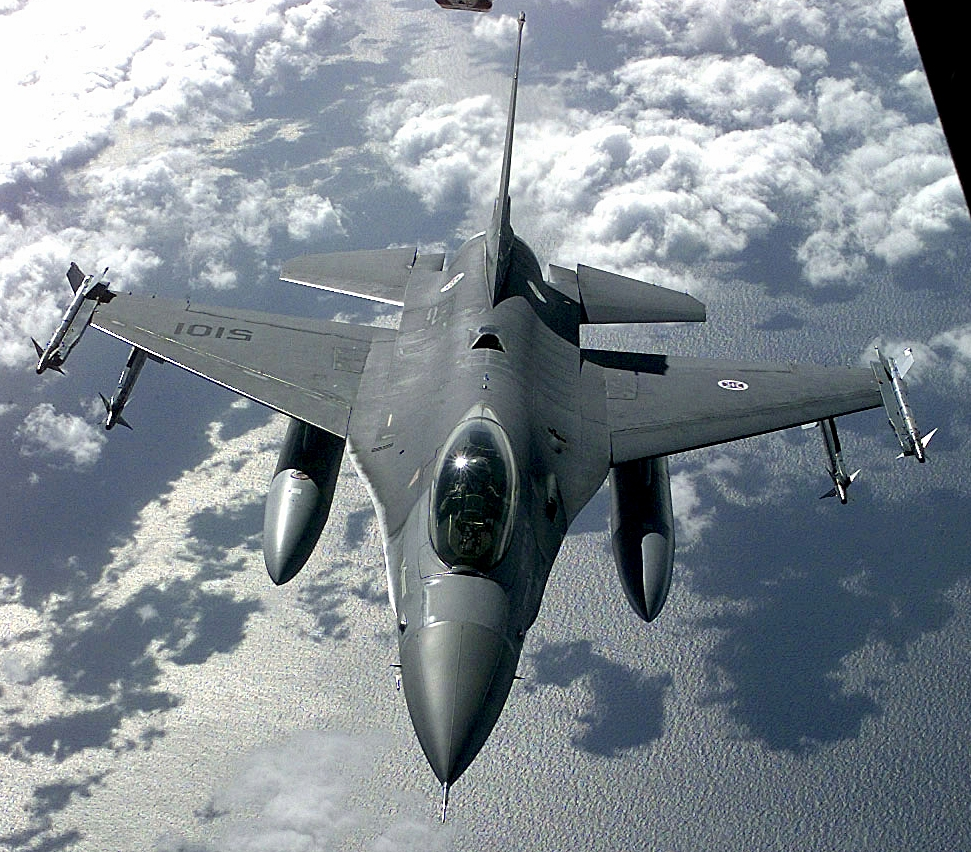
포르투갈 공군의 F-16 전투기.

포르투갈의 군대는 육군, 해군, 공군 세 부분으으로 구성되어 있다. 포르투갈 군대는 국가의 영토보전 수호, 국내 및 해외의 인도적 지원과 치안을 제공하는 목적을 띤 적극적인 자위군 역할을 수행한다. 2000년대초 이후 징병제는 시행되지 않는다. 모병 연령은 18세로 정해져있다. 20세기 포르투갈은 1차 세계대전 및 포르투갈 식민지 전쟁(1961–1974) 두 차례의 대규모 군사 개입에 관여하였다.
포르투갈은 또한 동티모르, 보스니아 헤르체고비나, 코소보, 아프가니스탄, 이라크(나시리야) 및 레바논 남부 등지에서 평화 유지 활동에 참여하였다.
주민 안전은 공화국 수비대(포르투갈어: Guarda Nacional Republicana, GNR)와 공공안전 경찰(포르투갈어: Polícia de Segurança Pública, PSP)의 임무이다. 이 외에 포르투갈은 주 범죄 수사 조직인 사법경찰(포르투갈어: Polícia Judiciária, PJ)이 있으며, 이들은 주로 조직범죄, 테러리즘, 마약 유통, 부정부패, 금융경제 범죄 등을 담당한다. 사법경찰은 공공부의 지휘 아래 행동하며, 법무부에 통합되어 있다.

## 행정 구역
포르투갈의 주요 행정 구역은 308개 자치단체(conselho)와 4,260개 구역(freguesia)으로 나뉜 본토의 18개 현(distrito)과 아소르스 및 마데이라 2개 자치 지방(região autónoma)이다. 현은 포르투갈에서 가장 중요한 행정 구역 단위로, 선거구 등 행정적으로 활용되는 기초로 이용된다.
1976년 이전에는 대서양 제도 역시 일반적인 포르투갈의 현 구조에 통합되어 있었지만, 인접 도서의 자치 현 지위에 따라 고유 권한을 가진 총회(포르투갈어: Juntas Gerais)가 존재하는 본토와는 다른 행정 구조를 가졌다. 아소르스에 3개, 마데이라에 1개 현이 존재했다.
- 아소르스 — 앙그라두에로이즈무 현 (Angra do Heroísmo), 오르타 현 (Horta), 폰타델가다 현 (Ponta Delgada).[124]
- 마데이라 — 푼샬 현 (Funchal).[124]

1976년 이후, 아소르스와 마데이라는 현으로 구분되었던 것이 철폐되고, 자치 지방 지위를 갖게되어 단일한 정치 행정 지위와 고유 정부 기구를 갖게 되었다. 오늘날 포르투갈의 행정 구역 구분은 아래의 표와 같다.

### NUTS
포르투갈은 또한 통계지역단위명명법(NUTS)에 따라 세 지역으로 나뉘다. 이러한 분류는 유럽연합의 모든 나라에서 유효하며, 통계적 목적을 위해 수립되었다.
1단계는 포르투갈 본토, 아소르스 자치 지방, 마데이라 자치 지방 세 지방으로 이루어져 있다.
비록 현이 포르투갈 본토에서 우선적인 행정구역 구분이지만, 또 다른 우선적인 기술적 구분이 있다. 이는 포르투갈 내 NUTS 2단계와 일치하는 지역협력개발위원회(Comissões de Coordenação e Desenvolvimento Regional)에 의해 만들어진 다섯 개의 큰 지방으로 구성된다. 이들의 경계는 자치단체의 경계를 따르지만 현의 경계는 따르지 않아 한 현이 한 개 이상의 지방에 걸치기도 한다.
NUTS 2단계 지방은 NUTS 3단계로 불리는 행정적 의미가 없는 통계적인 준지방으로 나뉜다. 이는 유사한 문제를 가진 인근 자치단체를 묶고 주로 경제계획에 대한 통합적인 자료를 얻기 위한 목적을 갖고 있다.

### 도시권
현재 포르투갈에서 도입 과정에 있는 또 다른 종류의 행정구역 구분은 도시권을 포함하며, 이는 여러 자치단체를 묶어 구성된 연속적 영토 통합체로 정의된다. 이러한 도시권은 아래 두 종류로 나뉜다.
- 대광역도시권역 (Grandes Áreas Metropolitanas, GAM): 9개 이상의 자치단체로 구성된 인구 350만명 이상의 도시권[132]
- 도시간 공동체 (Comunidades Intermunicipais, CIM): 3개 이상의 자치단체로 구성된 선거 유권자 인구가 만 명에서 10만 명 사이인 도시권[133]

## 문화
포르투갈은 그중에서 축구를 잘하는 나라로 유명한 국가로 손꼽히는 국가이다.
대표적인 축구선수로는 알 나스르에서 활동 중인 크리스티아누 호날두, 맨체스터 유나이티드에서 활동 중인 브루노 페르난데스, 맨체스터 시티의 베르나르두 실바,후벵 디아스, FC포르투의 페페, 바르셀로나의 주앙 칸셀루, AC밀란의 하파엘 레앙이 있다.

## 경제

### 관광

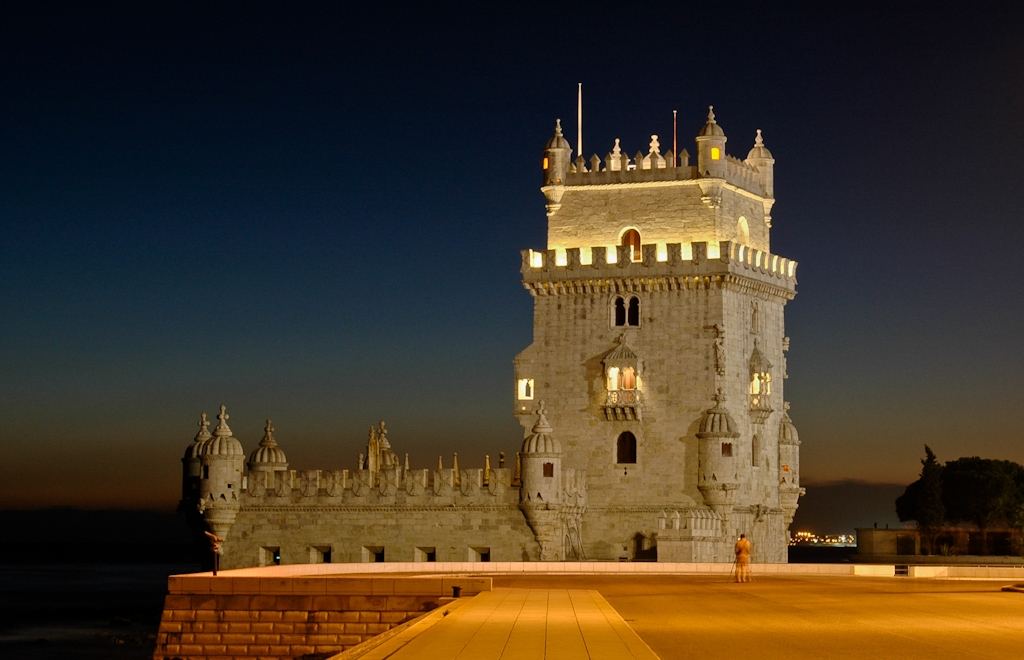
UNESCO 세계유산이자 마누엘 양식의 전형적 예인 리스본 벨렝 탑.

관광은 포르투갈 매우 중요한 부문으로 지속되어 왔으며, 매년 방문자수가 의미있게 증가해왔다. 하지만 최근 크로아티아 같이 비슷한 볼거리를 제공하면서 몇배씩 저렴한 동유럽 관광지와의 경쟁이 심화되고 있다. 이에 따라 포르투갈은 이러한 경쟁에서 앞서기 위해 의료, 생태, 농촌 관광 같은 틈새 볼거리에 집중하게 되었다.
포르투갈은 매년 1,300만명의 외국인 관광객을 맞이하며 세계에서 가장 많이 방문하는 20개국 사이에 자리를 차지하고 있다. 관광은 포르투갈 경제에 있어서 계속해서 더 중요한 자리를 맡아가며, 2010년 전체 국내총생산에 약 11%를 기여하였다.
포르투갈의 주요 관광지는 리스본, 알가르브, 마데이라 등으로, 포르투갈 정부는 계속해서 도루강 계곡, 포르투산투섬, 알렌테주와 같은 새로운 관광지를 개발하고 홍보하고 있다. 2005년 리스본은 시내 호텔에 7백만명의 투숙객이 찾아, 바르셀로나에 이어 유럽에서 두 번째로 관광객이 많이 숙박하는 도시로 선정되었다.

### 무역
2017년 기준으로 포르투갈의 주요 수출 상대국은 스페인(25.21%), 프랑스(12.51%), 독일(11.33%),영국(6.62%), 미국(5.17%)이다. 주요 수입 상대국은 스페인(31.99%), 독일(13.72%), 프랑스(7.39%), 이탈리아(5.47%), 네덜란드(5.35%)로 주요 수출입 상대국은 미국을 제외하고는 모두 인접 유럽 국가들이다. 2017년 기준으로 총수출액은 62,170백만 달러, 총수입액은 77,834백만 달러이다. 주요 수출 품목은 석유 제품(3,790,577천  달러), 종이(1,307,304천 달러), 자동차(1,206,722천 달러), 자동차 부품(1,268,859천 달러), 공압 타이어(1,018,183천 달러)이다. 주요 수입 품목은                                                                                                                          석유 및 오일(5,544,580천 달러), 자동차(1,989,64천 달러), 기타 의약품(1,840,051천 달러), 자동차 부품(1,416,258천 달러)이다.